# Przemyśl

Przemyśl (stan na 1 stycznia 2018)

Przemyśl (łac. Premislia; ukr. Перемишль, Peremyszl; jid. ‏פשעמישל‎) – miasto na prawach powiatu w południowo-wschodniej Polsce, w województwie podkarpackim, położone nad Sanem przy ujściu Wiaru. Siedziba powiatu przemyskiego oraz gminy wiejskiej Przemyśl.
Według danych GUS z 31 grudnia 2024 roku Przemyśl liczył wówczas 55 292 mieszkańców.
Przemyśl był miastem królewskim I Rzeczypospolitej i stolicą ziemi przemyskiej wchodzącej w skład województwa ruskiego Korony Królestwa Polskiego. Był miastem stołecznym starostwa przemyskiego w drugiej połowie XVI wieku. W czasach Rzeczypospolitej Obojga Narodów w Przemyślu mieściła się kasa szafarzy podatków dla Rusi. Po odzyskaniu niepodległości przez Polskę od 23 grudnia 1920 do 18 sierpnia 1945 znajdował się na terenie województwa lwowskiego. Od 1945 do 1974 wchodził w skład województwa rzeszowskiego. W latach 1975–1998 siedziba władz województwa przemyskiego.
Przemyśl to znaczący węzeł komunikacyjny – przejście graniczne z Ukrainą w Medyce, duża, graniczna stacja kolejowa (Przemyśl Główny). Miasto jest siedzibą kilku instytucji o znaczeniu ponadlokalnym: podkarpackiego wojewódzkiego konserwatora zabytków, urzędu celno-skarbowego, Bieszczadzkiego Oddziału Straży Granicznej, archiwum państwowego i Wojewódzkiego Ośrodka Ruchu Drogowego.
W 2018 r. zespół staromiejski Przemyśla oraz kompleks Twierdzy Przemyśl zostały wpisane na listę pomników historii.
Miasto posiada kilka muzeów, m.in. Muzeum Archidiecezjalne (zał. 1902) oraz Muzeum Narodowe Ziemi Przemyskiej (zał. 1909).

## Położenie
Współrzędne geograficzne:
Zakres (dokł. 1 sek.): od 49°44′47″N do 49°49′14″N i od 22°42′46″E do 22°51′20″E
Wartości średnie (dokł. 1 min): 49°47′N 22°47′E
Punkt kanoniczny (Plac na Bramie): 49°46′56″N 22°46′28″E
We wczesnym średniowieczu jeden z historycznych Grodów Czerwieńskich, od 981 przedmiot rywalizacji ze strony Polski, Rusi i Węgier. Następnie m.in. część Rusi Halickiej, a także stolica niezależnego księstwa. Po 1344 stolica rozległej ziemi przemyskiej. Po I rozbiorze Polski w zaborze austriackim, w okresie autonomii galicyjskiej jedno z miast Galicji (Galicji Wschodniej), przekształcone w trzecią co do wielkości twierdzę w Europie (Twierdza Przemyśl) z garnizonem wojskowym. W latach 1920–1939 w województwie lwowskim, w latach 1945–1975 w województwie rzeszowskim, w latach 1975–1998 stolica województwa przemyskiego. Siedziba starosty powiatu przemyskiego, a także powiat grodzki. Siedziba dwóch metropolii kościelnych Kościoła katolickiego: obrządku łacińskiego oraz wschodniego. Obecnie położony 14 km od granicy z Ukrainą.
Według danych z 1 stycznia 2015 powierzchnia miasta wynosiła 46,17 km².

## Warunki naturalne

### Klimat
| Miesiąc                          | Sty  | Lut  | Mar | Kwi  | Maj  | Cze | Lip  | Sie  | Wrz  | Paź  | Lis  | Gru  | Roczna |
| -------------------------------- | ---- | ---- | --- | ---- | ---- | --- | ---- | ---- | ---- | ---- | ---- | ---- | ------ |
| Średnie temperatury w dzień [°C] | 0    | 1    | 6   | 13   | 19   | 23  | 24   | 23   | 19   | 14   | 6    | 3    | 13     |
| Średnie temperatury w nocy [°C]  | -5   | -4   | 0   | 4    | 9    | 12  | 13   | 13   | 10   | 6    | 1    | -2   | 4      |
| Opady [mm]                       | 30.5 | 30.5 | 33  | 45.7 | 71.1 | 94  | 96.5 | 76.2 | 55.9 | 43.2 | 40.6 | 43.2 | 662,9  |
| Źródło: Weatherbase 17.12.2008   |      |      |     |      |      |     |      |      |      |      |      |      |        |

## Historia

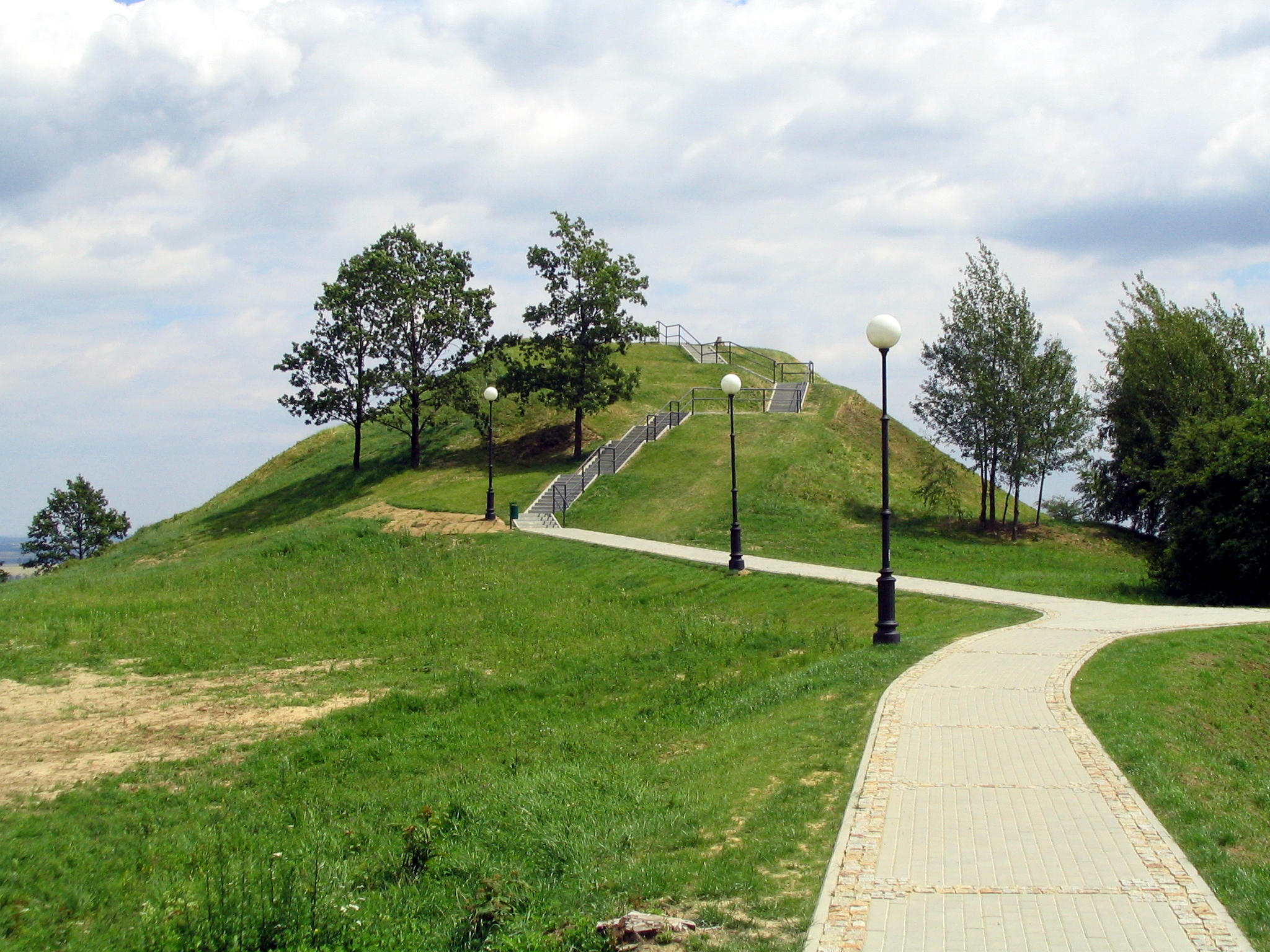
Kopiec Tatarski – miejsce kultu bogów słowiańskich

Przemyśl jest jednym z najstarszych miast Podkarpacia. Istniał już w X wieku. Pierwotnie na Kopcu Tatarskim (Przemysława) znajdowało się miejsce kultu bogów słowiańskich.

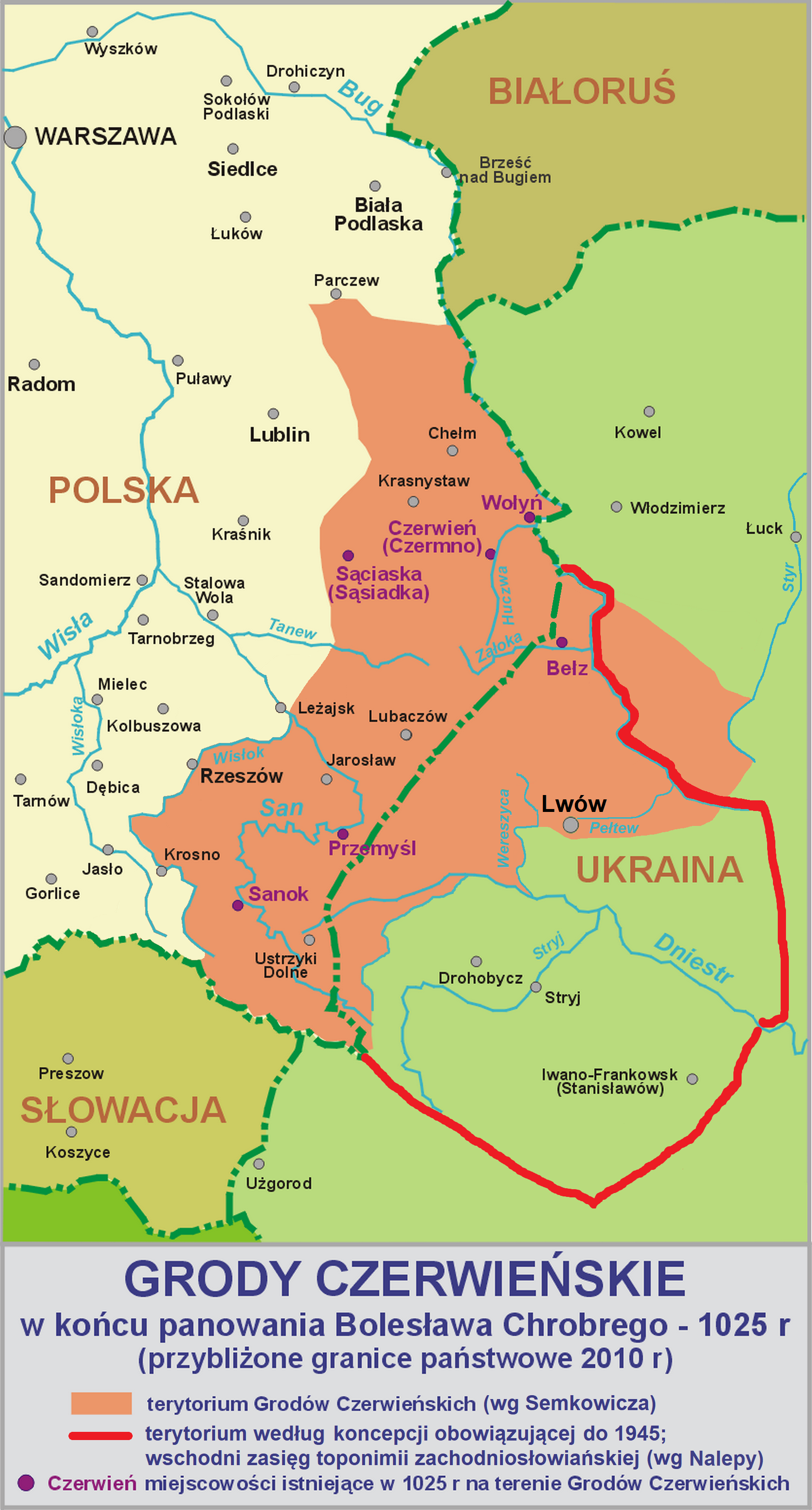
Przemyśl, jeden z grodów Grodów Czerwieńskich

Pierwsza połowa VI wieku – Na terenie Małopolski i Podkarpacia osiedlają się Słowianie. 
Ze swoich siedzib pierwotnych które znajdowały się najprawdopodobniej w dorzeczu górnego Dniepru i Prypeci, rozpoczęli Słowianie wielką, historyczną ekspansję w kierunku południowym i zachodnim, opanowując w VI i VII wieku sporą część Europy Środkowej i Południowej. Na terenach Małopolski i Podkarpacia Słowianie pojawili się najprawdopodobniej już pod koniec V, a najpóźniej na począdku VI wieku.
VII wiek – VIII wiek – wyodrębnienie się Lędzian. 
Osadnictwo słowiańskie, początkowo mocno rozproszone, stopniowo zaczyna się zagęszczać. Z czasem wyodrębniają się lokalne wspólnoty. Społeczeństwa słowiańskie różnicują się wenętrznie. Końcowy etap tego procesu stanowi wyodrębnienie się plemion. Z czasem następuje coraz wyrażniejsze rozgraniczenie ich terytoriów. Źródła pisane jak i archeologiczne potwierdzają istnienie plemienia Lędzian na pewno na terenach Podkarpacia. Wg Gerarda Labuda siedziby Lędzian rozciągały się od górnego Bugu i Styru, a także górnego Dniestru na wschodzie, wzdłuż Pogórza Karpackiego do Sanu i dalej na zachód, aż do rzeki Wisłoki na zachodzie. W obrębie tak zakreślonego terytorium badacz ten wyróżnia dwa centra, ośrodki plemienne  odpowiadajace dwu głównym okręgom grodowym – wokół Czerwienia (późniejsze „Grody Czerwieńskie”) i Przemyśla (domyślnie „Grody Przemyskie”). Badacz skłania się też do poglądu, że główny ośrodek osadnictwa lędziańskiego znajdował się w strefie południowej, a nie w rejonie Grodów Czerwieńskich. 

IX wiek - Kontakty z Państwem Wielkomorawskim. 
Grzywna żelazna wydobyta w żwirowni w Radymnie. Należy ona do charakterystycznej grupy znalezisk, tzw. grzywien siekieropodobnych. Grzywna ta posiada bezpośrednie analogie w tego typu zabytkach  na obszarze Małopolski i analogie pośrednie na obszarze Wielkich Moraw. Istnienie takiej grzywny może sygnalizować istnienie jakichś relacji pomiędzy terenami nadsańskimi z obszarem Wielkich Moraw jeśli nie bezpośrednich to może za pośrednictwem Małopolski.  
899 – Węgrzy na Zasaniu. 
Odkryto w dzielnicy Przemyśl-Zasanie starowęgierskie cmentarzysko. Cechy pochówków świadczą, że zasadniczą częścią grupy ludzi użytkujących to cmentarzysko byli wojownicy konni. Obecność grupy Węgrów w Przemyślu najlepiej chyba wyjaśnia hipoteza zakładajaca, iż usadowili się oni tutaj tworząc rodzaj strażnicy w miejscu umożliwiającym kontrolę dogodnej drogi przez Karpaty do środkowego dorzecza Dunaju, na tereny państwa węgierskiego. Skłoniła do tego Węgrów konieczność obrony swojej nowej ojczyzny przed innymi ludami koczowniczymi – przede wszystkim Pieczyngami, którzy zajmowali w tym czasie stepy nadczarnomorskie. Raczej nie wchodzi tu w grę możliwość, aby drużyna taka była na usługach lokalnych książąt lędziańskich. Problemem niejasnym jest charakter relacji Węgrów do ludności miejscowej, lędziańskiej. Niektórzy badacze wyrażają przypuszczenie, że mogli oni narzucić swoje zwierzchnictwo przynajmniej części nadsańskich Lędzian.

930-te –940-te Trybutarna zależność od Rusi Kijowskiej. 
Pierwsze poświadczone w źródłach historycznych relacje zachodzące pomiędzy Rusią, a plemieniem Lędzian miały miejsce za panowania księcia Igora (913-945). Pisane źródła bizantyjskie mówią że  Rusowie kupowali statki od swoich danników Lędzian. Z informacji tej wynika więc, że ta trybutarna zależność nie była zbyt restrykcyjna. W innym żródle, tym razem ruskim czytamy, że ksiażę lędziański uczestniczył razem z księciem Igorem w najeździe na Bizancjum. Wynika z tego, że miejscowi książęta utrzymywali sie przy władzy, a więc zachowane mogły być u Lędzian pewne formy samodzielności politycznej.

950te- 981 – w obrębie państwa czeskiego.
Czesi rozszerzyli swoje panowanie o Morawy i Słowację po klęsce Węgrów nad Lechem w 955. Zapewne wtedy również zawładneli krajem Wiślan a także terenami dalej na wschód, opierając granice swojego państwa o Bug i Styr.

Po połowie X wieku – zostaje założony przez Czechów gród na Wzgórzu Zamkowym.
Według wciąż uchodzącej za najbardziej poważną i najbardziej prawdopodobną hipotezy najstarszy gród na obecnym Wzgórzu Zamkowym mógł zostać założony już po połowie X wieku, przez Czechów, dążących wtedy do rozszerzenia swojej władzy na coraz to nowe połacie dzisiejszej szeroko rozumianej Małopolski. Domniemanie, że w tym czasie Przemyśl był pod panowaniem Czechów tlumaczyłoby też jego nazwę, tak bardzo kojarzącą się z czeską dynastią Przemyślidów.

981-985 – Włodzimierz Wielki toczy walki o gród i zdobywa go.
W 981 r. miała miejsce wyprawa księcia kijowskiego Włodzimierza Wielkiego „na Lachy”. Informacja o tym zapisana jest w latopisie Nestora, zwanym obecnie „Powieść minionych lat”. Brzmi następujaco: „Roku 6489 poszedł Włodzimierz ku Lachom i zajął grody ich Przemyśl, Czerwień i inne grody, które są i po dziś dzień pod Rusią”. Jest to najstarszy znany dokument w którym wspomniano nazwę Przemyśl.

1018 – Bolesław Chrobry przyłacza Przemyśl do Polski.
Grody Czerwieńskie pozostawały zapewne pod Rusią do czasu wyprawy kijowskiej Bolesława Chrobrego. Bolesław Chrobry wracając ze zwycięskiej wyprawy w 1018r. odebrał Rusi Kijowskiej Grody Czerwieńskie, łącznie z Przemyślem.
Po 1018 – Wzniesienie w obrębie grodu na Wzgórzu Zamkowym świątyni (w formie rotundy z apsydą) i przylegającego do niej prostokątnego budynku (palatium).
Obiekty te mają analogie w przedromańskich budowlach architektonicznych z terenu Wielkopolski, stanowiacych monumentalne budownictwo państwa wczesnopiastowskiego. Budowle te określają jednocześnie rangę Przemyśla, jako czołowego grodu na terenach nadsańskich.

Przemyśl jest także jednym z nielicznych miast, które wspominają źródła hebrajskie. Najstarszym z nich jest świadectwo Jehudy ben Kohena z lat 1028–1040 o uprowadzeniu pewnego chłopca żydowskiego z miasta Primisz (Premisz) na targ niewolników do Pragi. Źródło to zdaje się poświadczać nie tylko istnienie już w XI wieku gminy żydowskiej na tym terenie, ale też boje toczone tam przez Chrobrego w 1018, lub ewentualnie wielką wyprawę Jarosława Mądrego z 1031

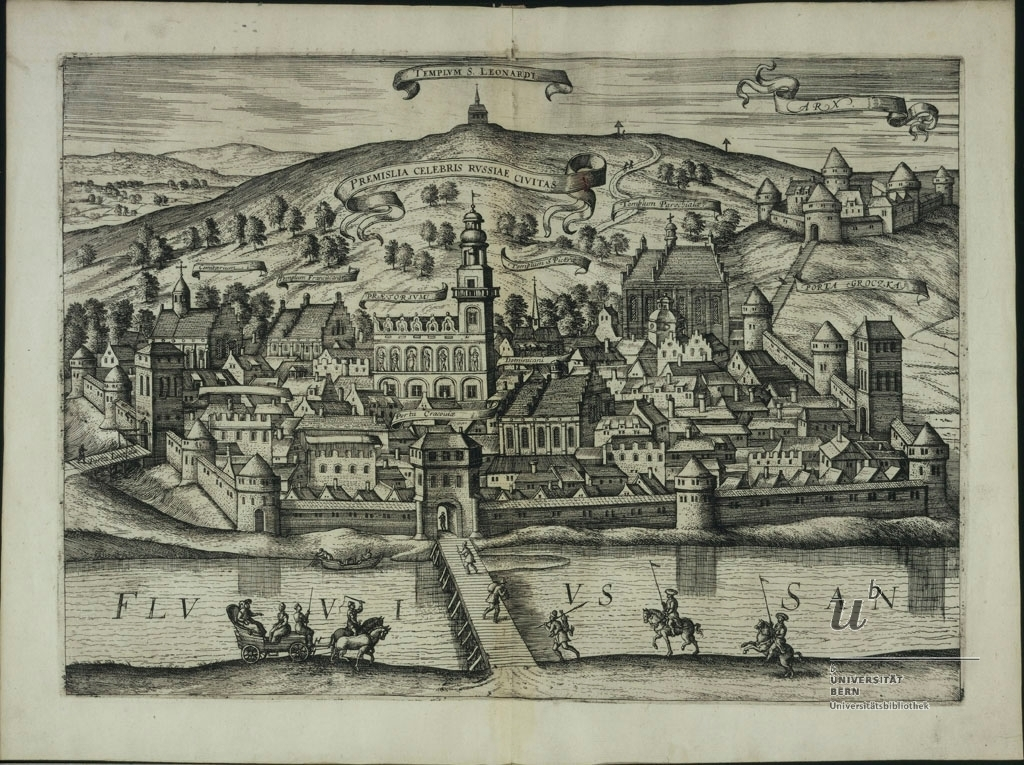
Widok Przemyśla w 1 poł. XVII wieku

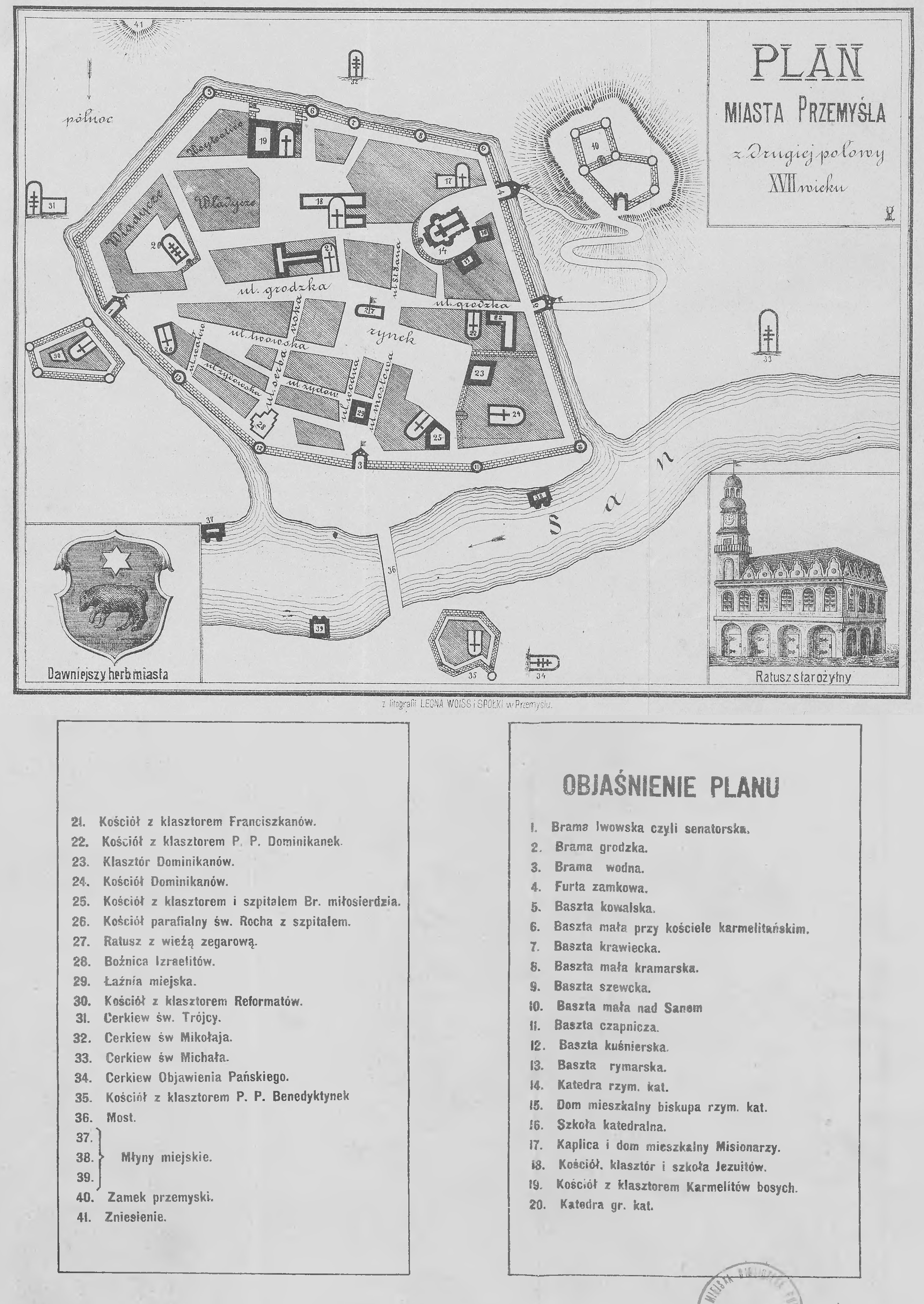
Przemyśl w 2. poł. XVII wieku

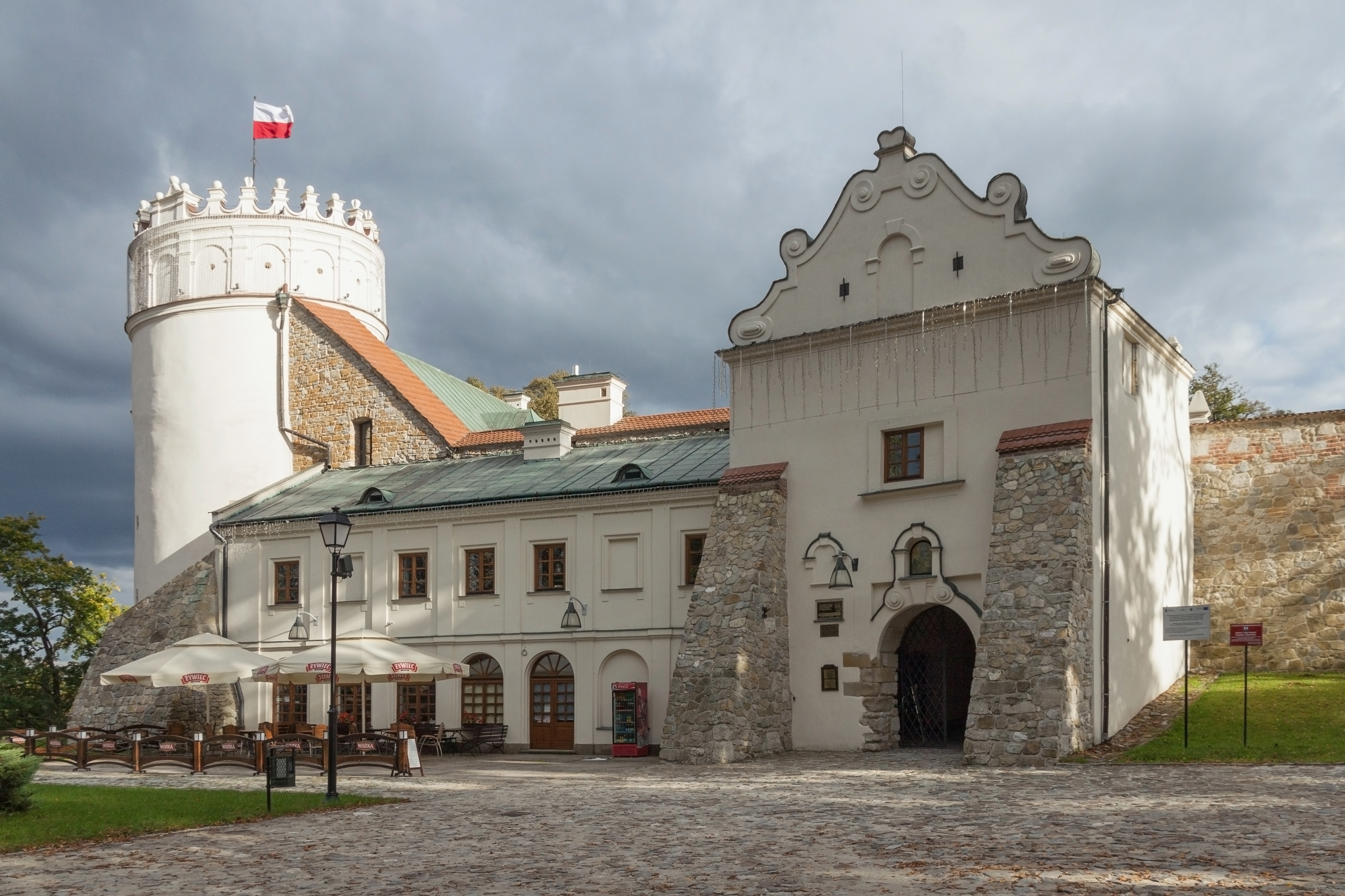
Renesansowy Zamek Kazimierzowski (XIV w.)

W 1031 Przemyśl został ponownie włączony do Rusi. W Polsce toczyła się wówczas walka o władzę między synami Bolesława Chrobrego. Bezprym, najstarszy syn Chrobrego, w walce z Mieszkiem II skorzystał z pomocy księcia kijowskiego Jarosława Mądrego, który w trakcie walk między braćmi zajął Grody Czerwieńskie i Przemyśl. Po śmierci księcia Jarosława ziemię przemyską odziedziczyli jego synowie Włodzimierz Jarosławowicz i Rościsław Rurykowicz. Obaj bracia panowali do 1065.
Czterdzieści lat po zajęciu Przemyśla przez księcia kijowskiego Jarosława Mądrego, gród został zdobyty przez króla Bolesława Szczodrego i powrócił w granice państwa polskiego. W 1071 król Polski interweniował na Rusi na rzecz swojego kuzyna Izasława I, walczącego z braćmi o tron kijowski. W trakcie walk, latem 1071, po długim oblężeniu zajął on Przemyśl. Jan Długosz w swojej kronice tak opisuje zdobycie Przemyśla przez Bolesława Szczodrego w 1071: Było to miasto podówczas potężne, wielką liczbą obywateli miejscowych i przybyłych osiadłe i we wszelką broń zaopatrzone, obronne rowy głębokimi i okopami znacznej wysokości, tudzież rzeką Sanem płynącym od północnej strony miasta. Czwartego dnia, gdy Rusini cofnęli się do twierdzy, opanował Bolesław miasto i rozkazał oblec zamek i ludem zbrojnym osaczyć go dokoła. A lubo Rusini bronili go z wielką usilnością, nie przestał jednak szturmować, lecz zdobycie było rzeczą trudną, gdyż i położeniem samym i wieżami silnie był obwarowany. Stracił więc całe lato na obleganiu, przewidując jak się rzeczywiście stało, że głodem przymusi Ruś do poddania. Poddał się zamek już u schyłku lata wymówiwszy sobie, że ludzie załogi zostawieni przy życiu wyniosą z sobą, tyle, ile każdy z nich udźwignąć zdoła. Król opuszczoną fortecę przezimował tam z rycerstwem.
Prawdopodobnie w 1072 Bolesław Szczodry ustanowił w Przemyślu biskupstwo, mianując biskupem opata z opactwa sandomierskiego. Po raz drugi Bolesław Szczodry zimował w Przemyślu w czasie powrotu z wyprawy na Węgry, gdzie interweniował w sporze o tron węgierski. Opuszczając Przemyśl, pozostawił tam silną załogę polską. Od 1079 do 1086 ziemią przemyską rządził kolejny władca Polski, brat Szczodrego – książę Władysław Herman.
W 1086 Ruryk Rościsłowicz usunął z Przemyśla załogę polską i mianował siebie udzielnym księciem przemyskim. Wydarzenie to zapoczątkowało okres istnienia samodzielnego ruskiego księstwa przemyskiego, ze stolicą w Przemyślu, rządzonego przez ród Rurykowiczów.
Po śmierci Ruryka Rurykowicza władzę nad Księstwem Przemyskim przejął jego brat Wołodar, który toczył krwawy spór z Dawidem Igorewiczem. W związku z bratobójczymi wojnami, jakie prowadzili między sobą Rościsławowicze o panowanie nad ziemiami czerwieńskimi, książęta Rusi zwołali w 1097 zjazd w Lubeczu. Na zjeździe uchwalono podział posiadłości Rościsławowiczów i prawo ich dziedziczenia. Na mocy podjętych uchwał ziemia czerwieńska z Przemyślem pozostała przy Rościsławowiczach. Książę kijowski Świętopełk Izasławowicz nie pogodził się z takim rozwiązaniem i po uzyskaniu pomocy Węgrów, w 1099 próbował zająć Przemyśl. W bitwie, jaka rozegrała się na polach nad Wiarem, połączone wojska Wołodara, Dawida Igorewicza i Połowców rozbiły wojska Świętopełka i Węgrów.
W 1119 książę Wołodar zbudował w obrębie zamku przemyskiego katedrę prawosławną, w której miano chować książąt i władyków. Sam Wołodar był nieprzychylnie nastawiony do Polski, rządzonej wówczas przez Bolesława Krzywoustego. W celu zneutralizowania niebezpieczeństwa ruskiego, płynącego od strony Przemyśla, w 1119 rycerz polski Piotr Wołost rozkazał swoim ludziom porwać Wołodara. Podczas polowania w podprzemyskich lasach został on uwięziony przez polskich wojów i przekazany Krzywoustemu. Po złożeniu zobowiązania o zaniechaniu wrogich akcji wobec Polski i zapłaceniu znacznego okupu został wkrótce Wołodar wypuszczony. Nie dotrzymał on jednak złożonego księciu polskiemu zobowiązania, i – jak relacjonuje Jan Długosz – w 1124 jego syn Wołodymirko najechał ziemie polskie, dochodząc aż do Biecza, uprowadzając z zajętych terenów na Ruś stada bydła. W odwecie Bolesław Krzywousty wkroczył na tereny Księstwa Przemyskiego i zadał klęskę wojskom Wołodara pod Wilichowem.
Po śmierci Wołodara panowanie nad Księstwem Przemyskim przejął jego starszy syn Rościsław. Toczył on walkę o utrzymanie spadku po ojcu z bratem Wołodymirkiem, który poprzez małżeństwo z córką króla węgierskiego zabezpieczył sobie pomoc Węgrów. W 1126 umarł Rościsław, a Wołodymirko przejmując cały spadek Rościsławowiczów, przeniósł w 1134 stolicę swojego poszerzonego księstwa z Przemyśla do Halicza. Po tym wydarzeniu gród przemyski spadł do roli drugorzędnego miasta na Rusi Halickiej. Wołodymirko toczył liczne wojny z Polakami i Węgrami, dzięki którym rozszerzył tereny swojego księstwa od Wisłoka i Sanu aż po Dunaj. W 1144 rozpoczął wojnę z księciem kijowskim Izasławem, wspieranym przez Polaków i Węgrów. W 1152 doszło do generalnego starcia. Wołodymirko otoczony w grodzie przemyskim przez znaczne siły węgierskie, dowodzone przez króla Gejzę II, i oddziały ruskie księcia Izasława przyjął bitwę przy brodach na prawym brzegu Sanu, ponosząc w niej wielką klęskę. Wypuszczony z niewoli węgierskiej, zmarł wkrótce w Haliczu. W 1206 władzę nad księstwem przemysko-halickim przejęli bracia Igorowicze z rodziny Rościsławowiczów.
Przez dziesiątki lat o bogate tereny Rusi Czerwonej spory toczyli nie tylko potomkowie Jarosława Mądrego, lecz także Polacy, Węgrzy i Litwini. W 1214 doszło do porozumienia między Polską i Węgrami, które kończyło rywalizację tych państw o tereny Rusi Czerwonej. Traktat spiski oddawał Przemyśl polskiemu księciu Leszkowi Białemu, Halicz zaś przypadł pięcioletniemu królewiczowi węgierskiemu Kolomanowi. Młodziutki książę został ożeniony z trzyletnią córką Leszka Białego – Salomeą, i następnie oboje zostali koronowani na władców Królestwa Halickiego.
Z czasem Przemyśl zaczął tracić jednak pozycję stołecznego grodu na rzecz Halicza. Po śmierci Daniela jego syn Lew Daniłowicz, książę halicko-przemyski i władca ziemi bełskiej, udawał się na wyprawy łupieżcze z Tatarami na Węgry i Polskę. Po śmierci księcia krakowskiego Bolesława Wstydliwego zaczął on czynić starania o tron polski. W celu uzyskania przychylności Polaków nadał im w Przemyślu przywilej wyłączający ich spod prawa ruskiego, a miastu samorząd i możliwość korzystania z prawa magdeburskiego (ok. 1280 r.). Po śmierci Lwa Daniłowicza, władzę nad księstwem halicko-przemyskim objął jego syn Jerzy, który wspierał Władysława Łokietka w walce z Czechami o tron krakowski.
Po wymarciu Rurykowiczów, Władysław Łokietek osadził w Haliczu ich siostrzeńca, a swojego kuzyna, Piasta mazowieckiego Bolesława. Po objęciu tronu halickiego przeszedł na prawosławie i przyjął imię dziada po kądzieli, Jerzego I. Był spowinowacony z Kazimierzem Wielkim, będąc szwagrem jego żony, Aldony, córki Giedymina Wielkiego, księcia litewskiego.
W 1338 Bolesław Jerzy II uczynił swoim spadkobiercą króla polskiego Kazimierza Wielkiego. W 1340 został zamordowany w wyniku spisku części bojarów halickich pod wodzą namiestnika Przemyśla, Detki, którzy korzystali z pomocy Tatarów. Żonę Trojdenowica bojarzy utopili w przerębli. Celem spisku była chęć zdobycia władzy nad ziemią przemyską. Po tragicznej i bezpotomnej śmierci Jerzego II, księstwo halicko-przemyskie zajął Kazimierz Wielki.

### Lata 1340–1772

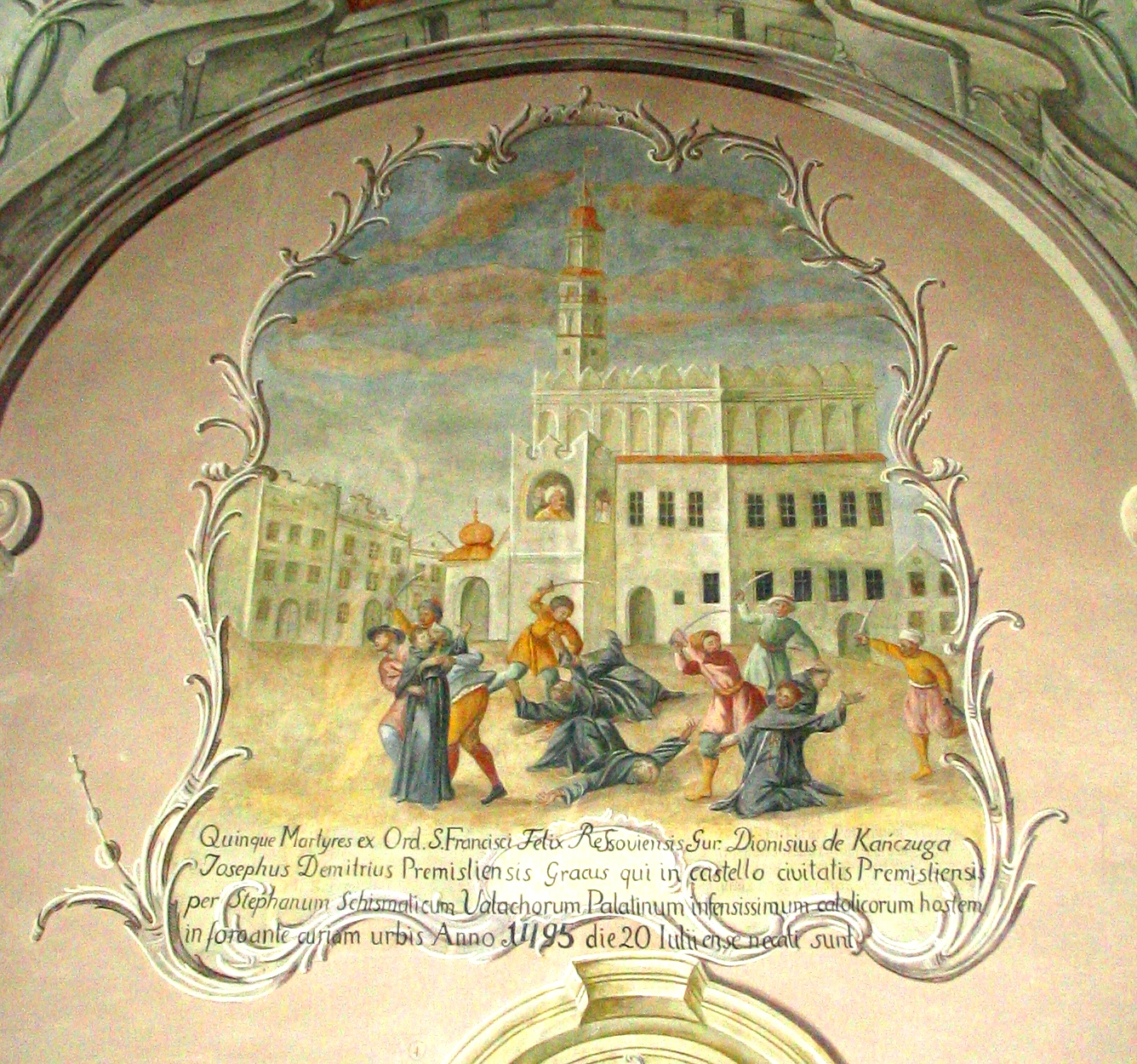
Śmierć Franciszkanów z rąk żołnierzy Stefana III w 1498

Po przejęciu Przemyśla, Kazimierz Wielki buduje nowy murowany zamek istniejący do dziś. Dzięki przywilejom królewskim, w mieście chętnie zaczęli osiedlać się rzemieślnicy i kupcy z Niemiec, o czym świadczą księgi miejskie z XV wieku. Następca Kazimierza Ludwik Węgierski – król Polski i Węgier, oddał w 1372 Ruś Czerwoną w zarząd Władysławowi Opolczykowi, a po odwołaniu go w 1378, wciela Ruś do Węgier. Po śmierci Ludwika, rządy sprawuje jego córka królowa Maria Andegaweńska, która w 1384 uposażyła biskupstwo przemyskie. Wiosną 1387 ziemie te przyłączyła do Polski siostra Marii – królowa Jadwiga, dwa lata później Władysław Jagiełło nadaje miastu prawo magdeburskie. W 1410 ziemia przemyska wystawiła własną chorągiew w bitwie pod Grunwaldem. W 1498 miasto pada łupem odwetowej wyprawy hospodara mołdawskiego Stefana III. Od XV do XVIII w. Przemyśl był siedzibą sądownictwa szlacheckiego: ziemskiego i grodzkiego. Na wiek XV i XVI przypada okres największego rozkwitu miasta, które staje się jednym z najbogatszych w Koronie. Budowane są mury miejskie, wodociągi, nowy ratusz, kamienice i kościoły. Mieszkańcy miasta otrzymują liczne przywileje królewskie, które przyczyniają się do wzrostu gospodarczego. Oprócz Polaków, Rusinów i Niemców mieszkają tu również Żydzi, którzy mają swoją własną dzielnicę. Miasto jest siedzibą dwóch biskupów: prawosławnego i katolickiego. 1440 rok, to pierwsza znana data pojawienia się Żydów w Przemyślu.
Po zawarciu w 1596 unii brzeskiej, prawosławny biskup przemyski Michał Kopysteński odmówił przystąpienia do niej, co spowodowało blisko 100 letni konflikt ze zwolennikami unii, którzy od 1610 mieli własnego biskupa. Dopiero w 1691 biskup Innocenty Winnicki przystąpił do jedności z kościołem rzymskim. Od połowy XVII wieku miasto, podobnie jak cały kraj, chyli się ku upadkowi. Decydujący wpływ mają tu liczne wojny, którymi nękają państwo polskie najeźdźcy: Tatarzy, Kozacy (1648), Szwedzi (1655), Węgrzy (1657). W całej Polsce ziemia przemyska w XVII wieku jest znana głównie z walk szlachty, której wybryki były trudne do poskromienia. Barwnie opisał to Władysław Łoziński w swoim dziele „Prawem i lewem”. Wiek XVII to również fundacje nowych klasztorów: jezuitów, karmelitów, bonifratrów, misjonarzy, benedyktynek. Jezuici zakładają w 1628 kolegium, misjonarze prowadzą naukę w seminarium duchownym, benedyktynki prowadzą edukację dla dziewcząt. Handel został zdominowany przez kupców żydowskich. W XVIII wieku do upadku miasta przyczyniają się częste przemarsze koronnych i obcych wojsk, które pobierają wysokie kontrybucje. Aby zapełnić miejską kasę, rajcy zaciągają pożyczki m.in. w klasztorach i u Żydów. W 1754 pierwszą w mieście drukarnię zakłada Adam Klein. W latach 1756–1764 starostą przemyskim jest przyszły król Polski Stanisław August Poniatowski.

### Lata 1772–1918

Twierdza Przemyśl – rejon umocnień wokół miasta

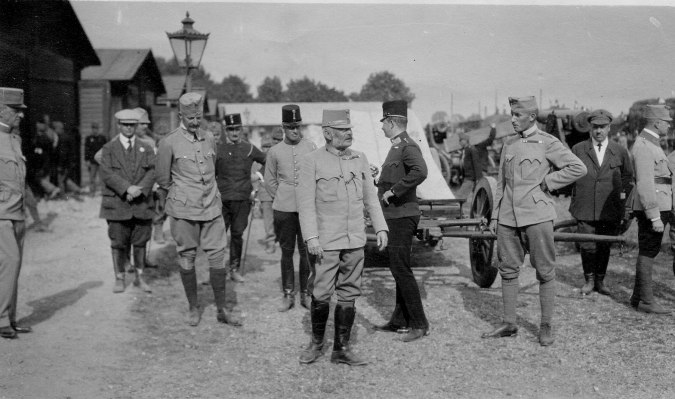
Arcyksiążę Fryderyk podczas wizyty w Twierdzy Przemyśl, czerwiec 1915

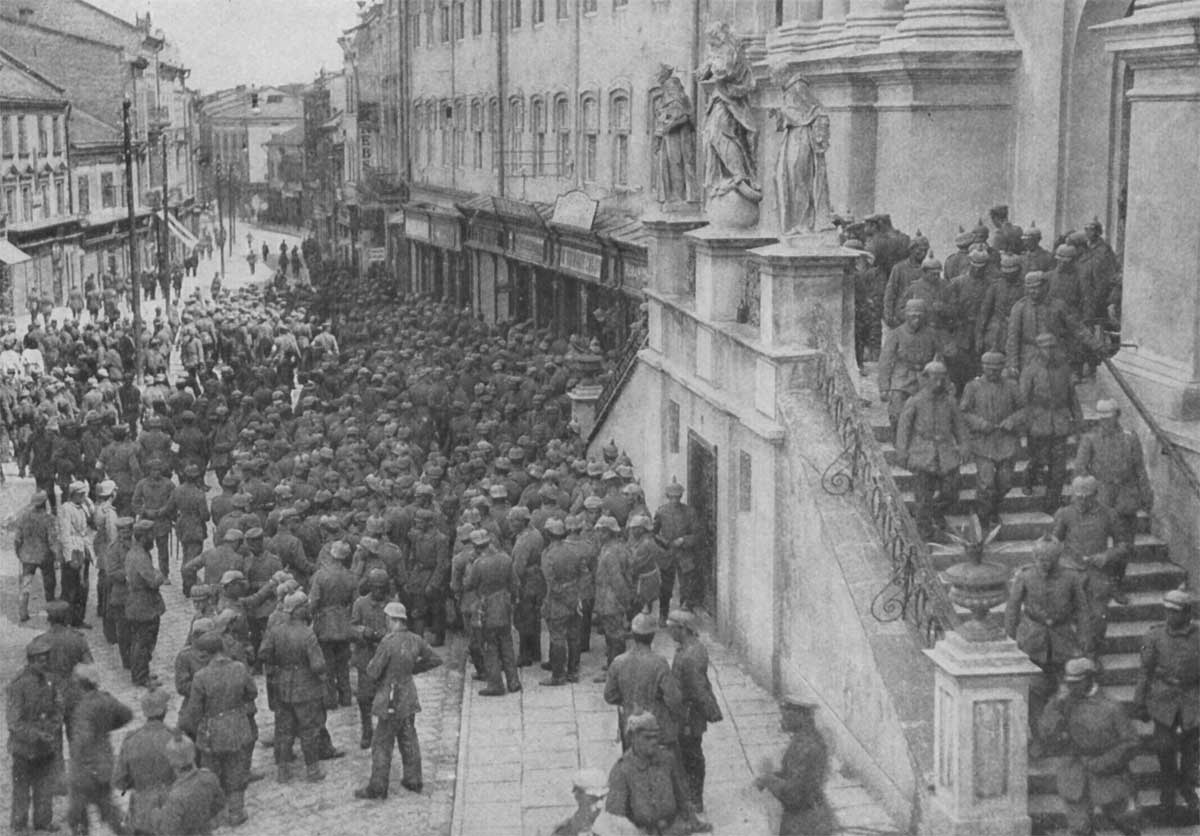
Ulica Franciszkańska w czasach I wojny światowej

Podczas pierwszego rozbioru Polski w 1772 Przemyśl wraz z południową Małopolską przeszedł pod panowanie Habsburgów. Przemyśl stał się stolicą jednego z 20 cyrkułów. Wkrótce nastąpiły liczne wyburzenia w tkance miasta. Rozebrano ratusz i mury miejskie, a kasacji uległy zgromadzenia dominikanów, dominikanek, bonifratrów, karmelitów, jezuitów i bazylianów. Klasztor dominikanów przeznaczono na urząd cyrkułu, a w klasztorze dominikanek umieszczono szpital dla okupacyjnych wojsk austriackich. Nastał czas zastoju w rozwoju miasta, wzmagany powodziami (1836, 1837, 1849), zarazami (1831, 1849) i głodem (1830, 1847).
Druga połowa wieku XIX przyniosła ożywienie gospodarcze, a przełomem było poprowadzenie w 1861 Kolei galicyjskiej im. Karola Ludwika, łączącej Wiedeń z Krakowem oraz Lwowem. W 1872 otwarto zaś Pierwszą Węgiersko-Galicyjską Kolej Żelazną, która poprzez Zagórz i Przełęcz Łupkowską umożliwiła bezpośrednie połączenie z Budapesztem. Miasto znacznie się rozbudowało poza dawny obszar murów miejskich. W 1883 roku Leopold Hauser wydał Monografię Miasta Przemyśla.
Do końca panowania austriackiego Przemyśl pozostał trzecim co do wielkości i znaczenia miastem Galicji, po Lwowie i Krakowie.

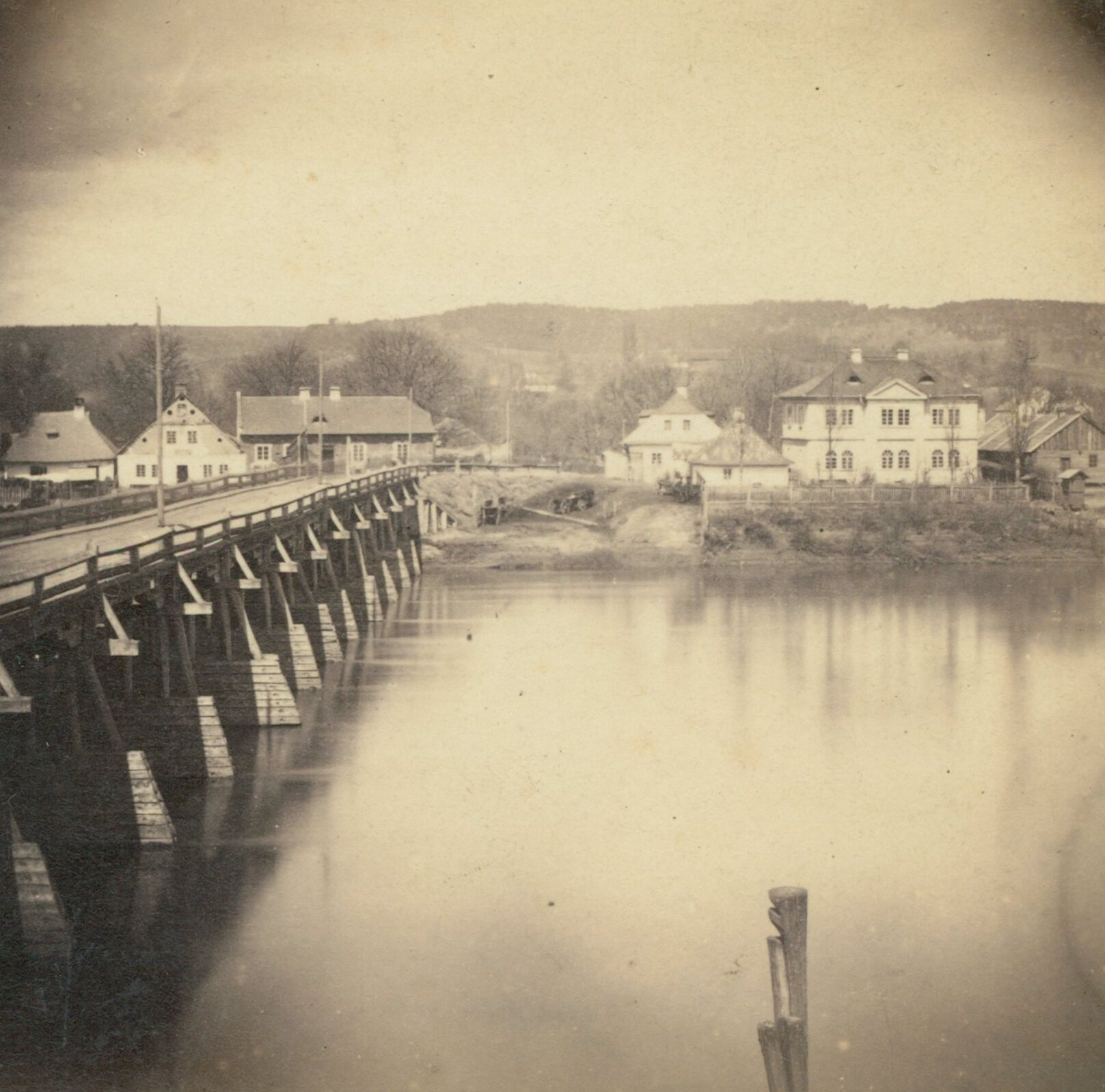
Drewniany most, około 1865
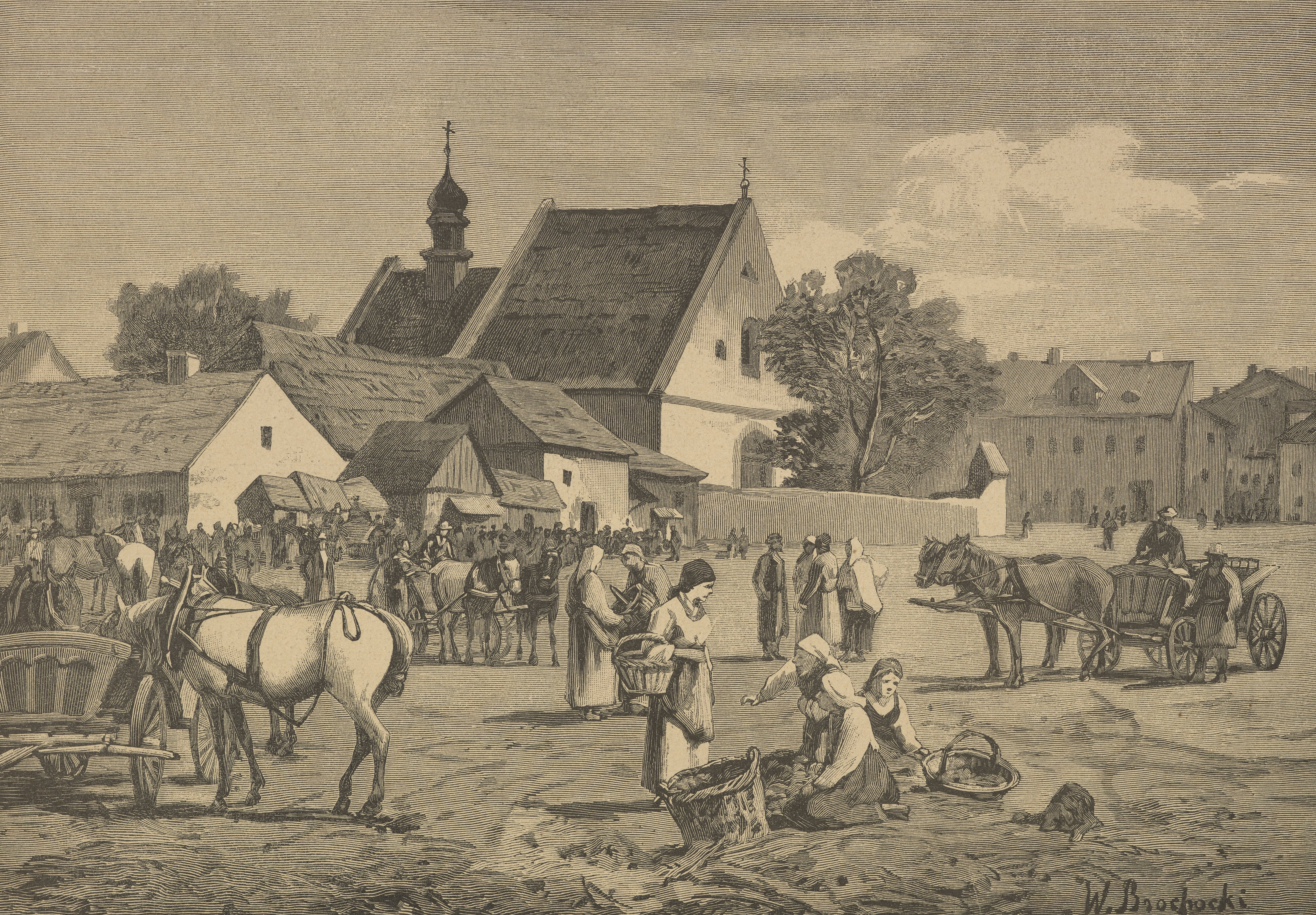
Kościół reformatów i plac targowy, 1886
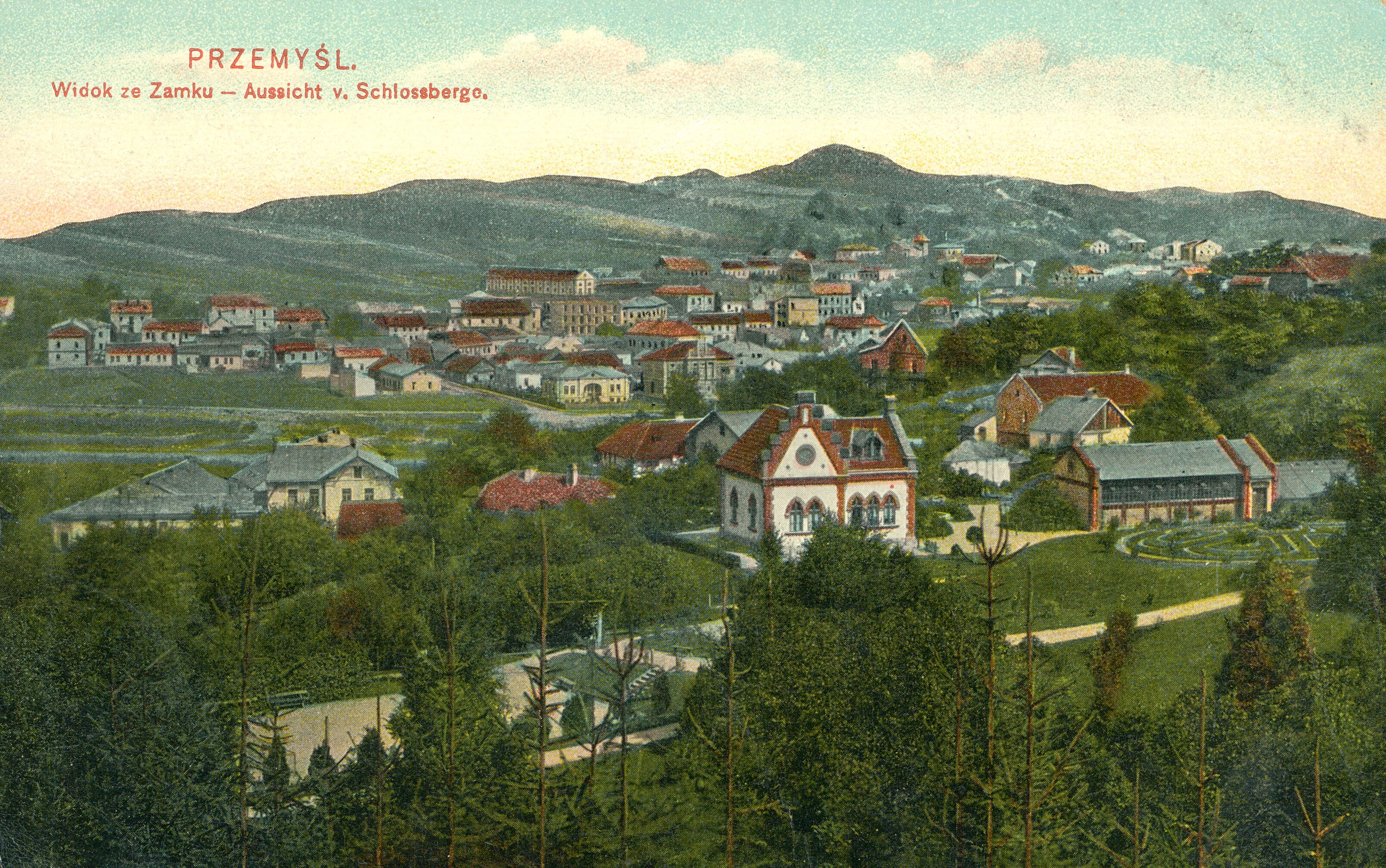
Widok z zamku, 1908
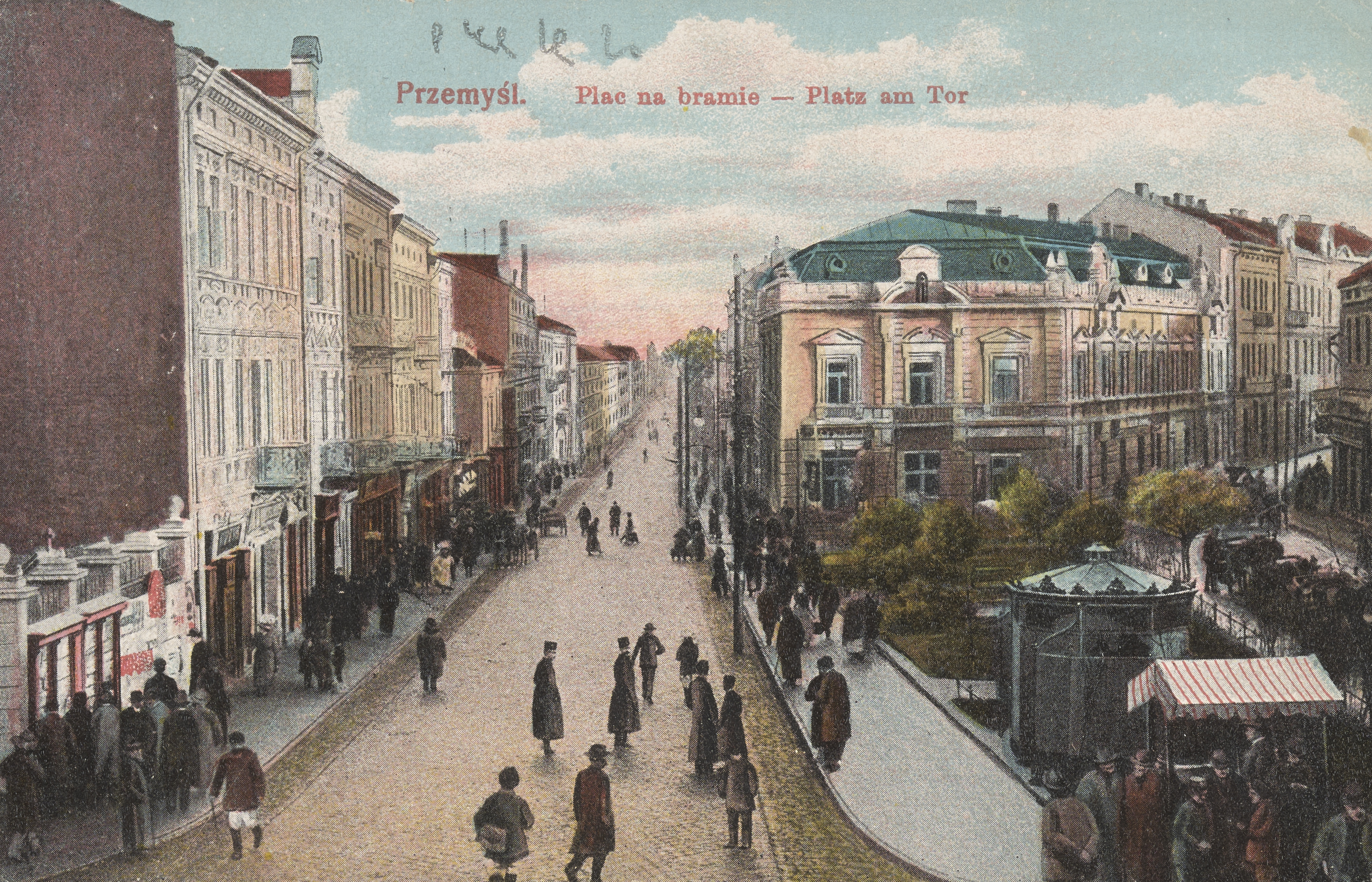
Plac na Bramie, 1911

W czasie I wojny światowej Przemyśl był oblegany dwukrotnie jako austro-węgierska Twierdza Przemyśl. Jej dowódcą w tamtym okresie był Herman Kusmanek. Było to najdłuższe oblężenie w trakcie I wojny światowej. Jęk płacz, wycie, sceny straszne się rozgrywają, mdleją ludzie (...). Kto upadnie, tego skopią. Wszystkich ładują na Morawy – komentowała ewakuację wsi wokół Przemyśla Helena Jabłońska.
Podczas wyzwalania Przemyśla z rąk ukraińskich w listopadzie 1918 doszło do zamieszek anty-żydowskich, którzy zostali oskarżeni o sprzyjanie Ukraińcom.

### Lata 1918–1945

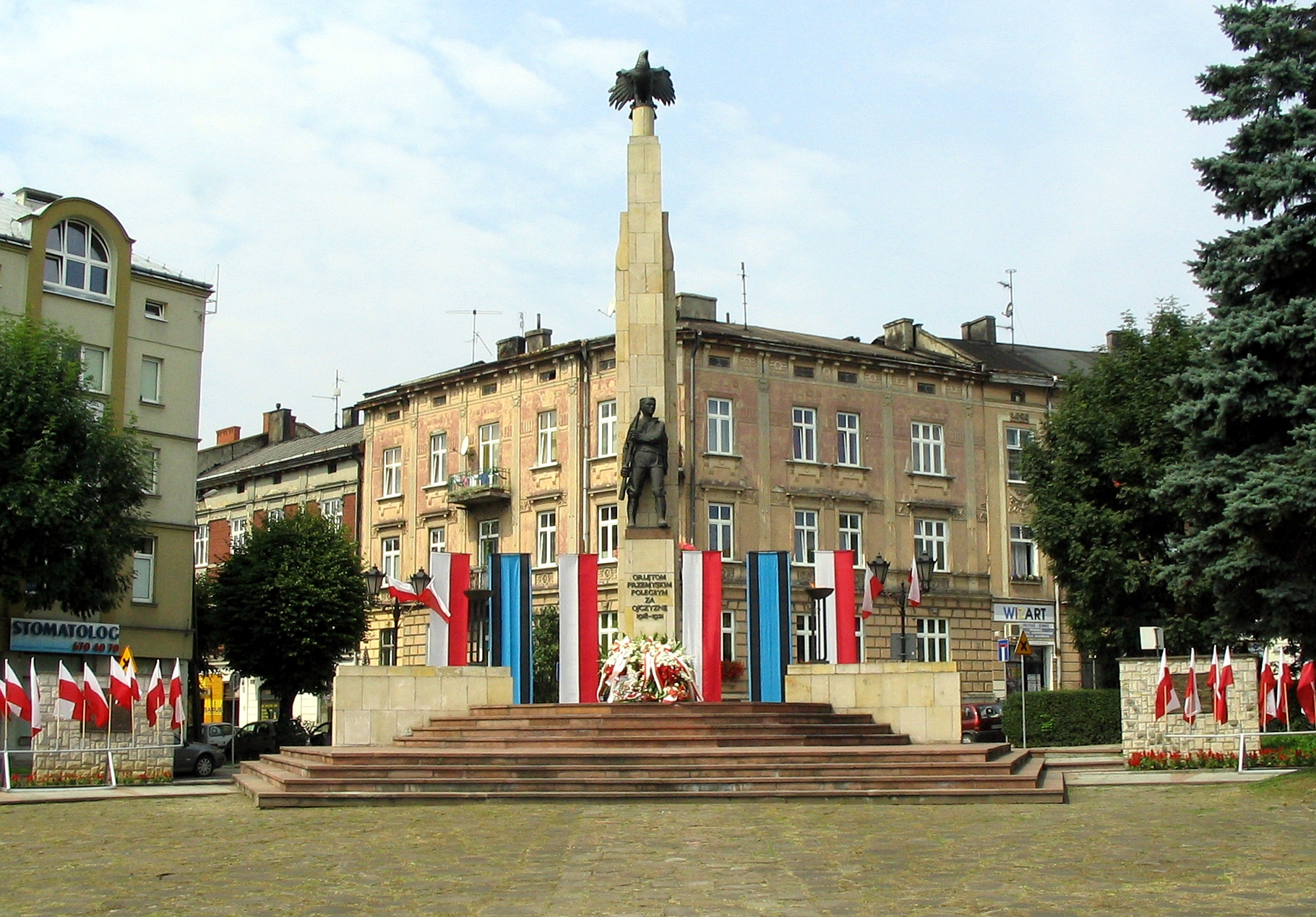
Pomnik Orląt Przemyskich – modernizm i konstruktywizm

Obiekty i instytucje związane z siłami zbrojnymi RP:

- Dowództwo Okręgu Korpusu Nr X
- Główna składnica sanitarna Nr 2
- 10 Wojskowy Szpital Okręgowy
- Wojskowy Sąd Okręgowy Nr. 10
- Więzienie śledcze Nr. 10
- Wojskowa Prokuratura Okręgowa Nr 10
- Szefostwo Intendentury
- Składnica materiału intendenckiego
- Składnica Uzbrojenia Nr X
- Centralny Skład Amunicji Nr 5
- Składnica łączności Nr X
- 10 Składnica Sanitarna
- Wojskowy Zakład Gospodarczy
- Ekspozytura Wojskowej Kontroli Generalnej
- Ośrodki zapasowe
- 10 Urząd Budownictwa Wojskowego
- Zbrojownia Nr 5
- Zarząd Fortyfikacji Wojskowych
- Rejon Inżynierii i Saperów
- Komenda Obozu Warownego

W okresie międzywojennym po odzyskaniu niepodległości przez Polskę, Przemyśl w dalszym ciągu był siedzibą dowództwa Okręgu X Korpusu, który swym zasięgiem obejmował blisko 10% terytorium II Rzeczypospolitej Polskiej, a na jego obszarze zamieszkiwało blisko 3,5 miliona osób.
Zobacz też: Okręg Korpusu Nr X
Miasto było i wciąż jest również siedzibą diecezji przemyskiej. Choć w ówczesnym, przedwojennym czasie w Przemyślu liczebnie zdecydowanie dominowali Polacy (63,3% według spisu z 1931), to do czasu II wojny światowej miasto było także znacznym siedliskiem ludności żydowskiej, która stanowiła według spisu z 1931 29,5% ludności miasta i posiadała 4 synagogi (dwie, obecnie nieistniejące, zlokalizowane w starej dzielnicy żydowskiej w okolicy Rybiego Placu, kolejną przy ul. Słowackiego – obecnie biblioteka publiczna – oraz opuszczoną i będącą w stanie ruiny synagogę zasańską). Ale dla porównania, współcześnie Przemyśl jest zamieszkały w ponad 99% przez Polaków. 
W dniach 16–19 września 1939 Einsatzgruppe zur besonderen Verwendung pod dowództwem Udona von Woyrscha oraz Einsatzkommando 3/I pod dowództwem Alfreda Hasselberga, przy udziale jednostek Wehrmachtu, aresztowały i rozstrzelały w okolicznych miejscowościach (Pikulice, Przekopana, Medyka) co najmniej 800–900 Żydów. Był to największy pogrom ludności żydowskiej do czasu napaści Niemiec na Związek Radziecki w 1941.
Po kampanii wrześniowej 1939 roku miasto zostało podzielone, ponieważ sowieccy i niemieccy okupanci ustalili granicę na tym odcinku Sanu. Prawobrzeżna, główna i większa część Przemyśla wraz ze starówką znalazła się pod okupacją sowiecką i została włączona do obwodu drohobyckiego na terenie USRR (część ZSRR), natomiast lewobrzeżna i mniejsza część Przemyśla, czyli przemyskie Zasanie, znalazła się pod okupacją niemiecką i została włączona do dystryktu krakowskiego w Generalnym Gubernatorstwie. W latach 1939–1941 Przemyśl funkcjonował jako dwa osobne miasta ze względu na podział dokonany przez okupantów, Przemyśl po stronie sowieckiej i tzw. Deutsch-Przemysl po stronie niemieckiej. Po agresji Niemiec na ZSRR, ziemie polskie (w tym prawobrzeżna część Przemyśla), które w latach 1939–1941 znajdowały się pod okupacją sowiecką, znalazły się pod okupacją niemiecką aż do 1944. Choć z większości polskich ziem Galicji, które dopiero po agresji niemieckiej na ZSRR znalazły się pod okupacją niemiecką utworzono Dystrykt Galicja, to poszerzono nieco dystrykt krakowski kosztem tych ziem, przez co prawobrzeżny Przemyśl, znajdujący się w latach 1939–1941 pod okupacją sowiecką, nie wszedł w skład Dystryktu Galicja, tylko w skład dystryktu krakowskiego, zaś miasto zostało ponownie zjednoczone w jedną całość (lewobrzeżne Zasanie z prawobrzeżem). Po zajęciu prawobrzeża Przemyśla Niemcy już od 1941 pozbywali się Żydów i wysyłali ich do obozów koncentracyjnych.
Od września 1939 roku, gdy miasto zostało zajęte przez Armię Czerwoną, w Przemyślu stacjonowała 99 Dywizja Strzelców pod dowództwem gen. Andrieja Własowa. Dywizja ta zasłynęła w czerwcu 1941 roku sześciodniową obroną miasta przed wojskami niemieckimi.
Podczas okupacji niemieckiej na terenie miasta znajdował się przejściowy obóz jeńców radzieckich (ku czci tych, którzy zostali pomordowani przy ul. Obozowej wzniesiono po wojnie pomnik).
27 lipca 1944 Przemyśl został zdobyty przez żołnierzy 1 Gwardyjskiej Armii Pancernej i 3 Armii Pancernej Gwardii oraz 13 Armii i 1 Samodzielnego Korpusu Kawalerii Gwardii z 1 Frontu Ukraińskiego (w 1947 r. na ówczesnym Placu Wielkiego Proletariatu wzniesiono pomnik ku czci poległych żołnierzy radzieckich), a także przez współdziałających z nimi żołnierzy 38. Pułku Piechoty Armii Krajowej. Zdobycie miasta zakończyło trzyletnią okupację niemiecką z lat 1941-1944.
W czasie II wojny światowej zniszczeniu uległo prawie 45% miasta, w szczególności dzielnica żydowska i przedmieścia. Zniszczona została katedra oraz fronton kościoła franciszkanów, na Zasaniu spalone zostały budynki klasztoru i kościoła Benedyktynek.
Jesienią 1944 władze radzieckie założyły w mieście Obóz Przejściowy NKWD nr 49 dla żołnierzy Armii Krajowej i innych przeciwników nowej władzy. Najczęściej wywożono stąd jeńców do m. Borowicze lub do więzienia na Zamku w Rzeszowie, a także do obozów na Syberii.

### Lata 1945–1989
W 1957 roku na ówczesnym placu Świerczewskiego wzniesiono jego pomnik dłuta Lucjana Władyki.
W latach 60. razem ze Szkołą Podstawową nr 14 został wybudowany Schron Kierowania Obroną Cywilną.
W 1975 roku Przemyśl stał się stolicą województwa przemyskiego.

### Po 1989
W 2008 roku odbyła się zrealizowana przez Przemyskie Stowarzyszenie Rekonstrukcji Historycznej „X D.O.K.” rekonstrukcja walk o Przemyśl z 1939 roku. W maju kolejnego roku członków stowarzyszenia można było oglądać w widowisku „A mury runą...”.
W 2012 roku wybudowano Most Bramę Przemyską.
Po krótkim remoncie, w maju 2016 roku, udostępniono do zwiedzania Schron Kierowania Obroną Cywilną.
11 lipca 2022 prezydent Ukrainy Wołodymyr Zełenski przyznał miastu tytuł Miasta-ratownika.

## Polityka i administracja

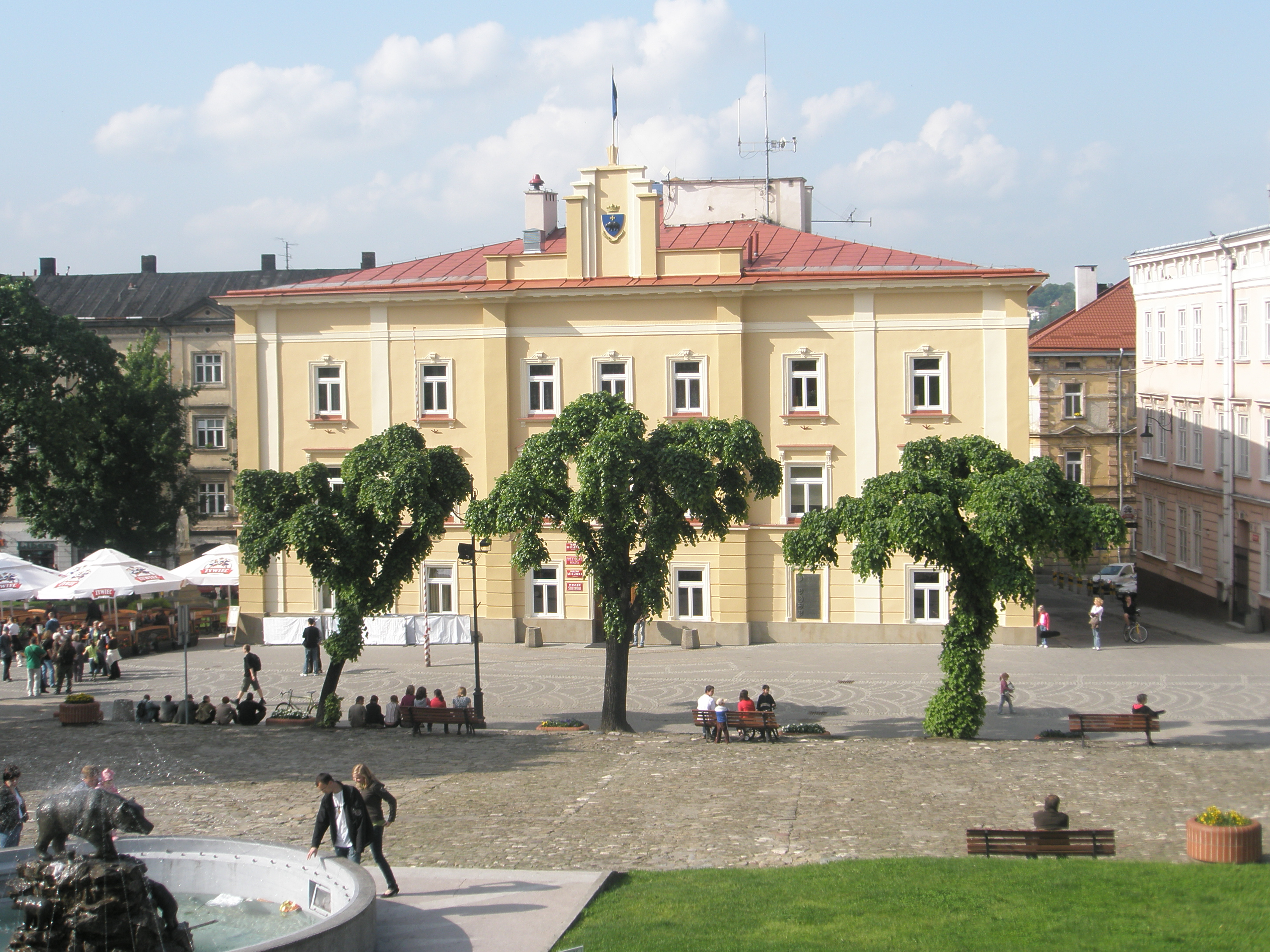
Urząd Miejski w Przemyślu

### Rada Miasta
| Ugrupowanie                                         | Kadencja 2002-2006 | Kadencja 2006-2010 | Kadencja 2010-2014 | Kadencja 2014-2018   | Kadencja 2018-2023                               | Kadencja 2024-2029           |
| --------------------------------------------------- | ------------------ | ------------------ | ------------------ | -------------------- | ------------------------------------------------ | ---------------------------- |
| Liga Polskich Rodzin                                | 4                  | –                  | –                  | –                    | –                                                | –                            |
| Sojusz Lewicy Demokratycznej                        | 6 (SLD-UP)         | 3 (LiD)            | 3                  | 3 (SLD Lewica Razem) | 3 (SLD Lewica Razem)                             | 1 (KWW Koalicja Obywatelska) |
| Fundacja Wspierania Rozwoju Ziemi Przemyskiej „San” | 2                  | –                  | –                  | –                    |                                                  | –                            |
| Prawo i Sprawiedliwość                              | 4                  | 12                 | 5                  | 10                   | 4                                                | –                            |
| Stowarzyszeni dla Przemyśla                         | 2                  | –                  | –                  | –                    | –                                                | –                            |
| Przemyśl Razem                                      | 5                  | –                  | –                  | –                    | –                                                | –                            |
| Platforma Obywatelska                               | –                  | 6                  | 8                  | 6                    | 6 (Koalicja Obywatelska)                         | 6 (KWW Koalicja Obywatelska) |
| Samoobrona                                          | –                  | 2                  | –                  | –                    | –                                                | –                            |
| Wspólnota Samorządowa Doliny Sanu                   | –                  | –                  | 1                  | –                    | –                                                | –                            |
| KWW Roberta Chomy                                   | –                  | –                  | 6                  | 4                    | 4 (Stowarzyszenie dla Przemyśla „Regia Civitas”) | –                            |
| KWW Kukiz'15                                        | –                  | –                  | –                  | –                    | 6                                                | 8 (KWW Wojciecha Bakuna)     |
| KWW Roberta Bala                                    | –                  | –                  | –                  | –                    | –                                                | 2                            |
| Nasz Przemyśl                                       | –                  | –                  | –                  | –                    | –                                                | 1                            |

### Posłowie
Mieszkańcy Przemyśla wybierają posłów na Sejm z okręgu wyborczego nr 22.
- Marek Kuchciński (PiS), poseł na Sejm RP IV, V, VI, VII, VIII, IX i X kadencji, wicemarszałek Sejmu VI kadencji, były przewodniczący Klubu Parlamentarnego PiS, marszałek sejmu VIII kadencji
- Marek Rząsa (PO), poseł na Sejm RP VI, VII, VIII, IX i X kadencji, samorządowiec
- Andrzej Zapałowski (Konfederacja), poseł na Sejm RP III i X kadencji, były poseł do Parlamentu Europejskiego VI kadencji, nauczyciel akademicki.

### Podział Przemyśla

Podział na osiedla

Zagęszczenie ludności

#### osiedla Przemyśla[50]
| - „Stare Miasto” - „Kmiecie” - „Warneńczyka” - „Lipowica” - „Salezjańskie” - „Kazanów” - „Winna Góra” | - „Rogozińskiego” - „Krasińskiego” - „Mikołaja Kopernika” - „Lwowskie” - „Łukasińskiego” - „Przemysława” - „Słowackiego” | - „Marii Konopnickiej” - „Adama Mickiewicza” - „Zielonka” - „Rycerskie” - „Krakowskie” - „Za Wiarem” - „Kruhel Wielki” |

#### w rejestrzeTERYTznajduje się 38 części miasta
| - Bakończyce - Budy Duże - Budy Małe - Budy Wielkie - Garbarze - Głęboka - Herburtów - Jamy - Kaczanów - Kazanów - Kąt - Kmiecie - Krówniki | - Kruhel Mały - Kruhel Wielki - Kryczówka - Krzemieniec - Kuńkowce - Lempertówka - Lipowica - Lwowskie - Olesiówka - Pobrzeże - Podwinie - Podzamcze - Popielów | - Prałkowce - Przekopana - Sielec - Szajbówka - Tatarska - Wilcze - Winna Góra - Wysokie Góry - Za Torami - Zasanie - Zielonka - Zniesienie |

#### inne części miasta
- Błonie

### Rozwój terytorialny Przemyśla
† = obelus oznacza jednostkę administracyjną zniesioną po włączeniu obszaru danej miejscowości do Przemyśla
| Miejscowość      | Status adm. przed inkorporacją               | Obszar | Data inkorporacji | Źródło |
| ---------------- | -------------------------------------------- | ------ | ----------------- | ------ |
| Stare Miasto     | –                                            | –      | 1353              | [ 51 ] |
| Podzamcze        | przedmieście                                 | cały   | XIX wiek          | [ 52 ] |
| Lwowskie         | przedmieście                                 | cały   | XIX wiek          | [ 52 ] |
| Zasanie          | przedmieście                                 | cały   | XIX wiek          | [ 52 ] |
| Winna Góra       | teren poforteczny (gm. Żurawica)             | 15 ha  | 1928-03-14        | [ 53 ] |
| Budy Małe        | teren poforteczny (gm. Żurawica)             | 15 ha  | 1928-03-14        | [ 53 ] |
| Deutsch-Przemysl | miasto Deutsch-Przemysl                      | cały   | 1941-11-15        | [ 55 ] |
| Kruhel Mały      | gromada (gm. Przemyśl)                       | cały   | 1954-10-04        | [ 56 ] |
| Wilcza           | gromada (gm. Przemyśl)                       | cały   | 1954-10-04        | [ 56 ] |
| Lipowica         | przysiółek w grom. Ujkowice (gm. Orzechowce) | cały   | 1954-10-04        | [ 56 ] |
| Prałkowce        | część gromady Prałkowce (gm. Prałkowce)      | część  | 1954-10-04        | [ 56 ] |
| Zielonka         | przysiółek (grom. Pikulice)                  | cały   | 1956-02-29        | [ 57 ] |
| Nehrybka         | część wsi (grom. Pikulice)                   | część  | 1961-12-31        | [ 58 ] |
| Przekopana       | wieś (grom. Przekopana †)                    | cały   | 1961-12-31        | [ 58 ] |
| Krówniki         | część wsi (grom. Krówniki)                   | część  | 1961-12-31        | [ 58 ] |
| Sielec           | główna część wsi (grom. Krówniki)            | część  | 1961-12-31        | [ 58 ] |
| Ujkowice         | część wsi (grom. Maćkowice)                  | część  | 1961-12-31        | [ 58 ] |
| Kuńkowce         | część wsi (grom. Kuńkowce)                   | część  | 1961-12-31        | [ 58 ] |
| Buszkowice       | część wsi (grom. Żurawica)                   | część  | 1961-12-31        | [ 58 ] |
| Buszkowice       | część wsi (gm. Żurawica)                     | 113 ha | 1977-01-01        | [ 59 ] |
| Żurawica         | część wsi (gm. Żurawica)                     | 144 ha | 1977-01-01        | [ 59 ] |
| Kuńkowce         | część wsi (gm. Przemyśl)                     | 31 ha  | 1977-01-01        | [ 59 ] |
| Pikulice         | część wsi (gm. Przemyśl)                     | 290 ha | 1977-01-01        | [ 59 ] |
| Ostrów           | część wsi (gm. Przemyśl)                     | 188 ha | 1977-01-01        | [ 59 ] |
| Krówniki         | część wsi (gm. Przemyśl)                     | 271 ha | 1977-01-01        | [ 59 ] |
| Hureczko         | część wsi (gm. Medyka)                       | 37 ha  | 1977-01-01        | [ 59 ] |
| Hureczko         | część wsi (gm. Medyka)                       | 37 ha  | 1977-01-01        | [ 59 ] |
| Kruhel Wielki    | część wsi (gm. Krasiczyn)                    | 46 ha  | 1977-01-01        | [ 59 ] |
| Kruhel Wielki    | wieś (gm. Krasiczyn)                         | cały   | 2010-01-01        | [ 60 ] |

## Urbanistyka i architektura
W Przemyślu znajduje się największa liczba obiektów zabytkowych na obszarze województwa podkarpackiego oraz jedna z największych w skali ogólnopolskiej. Swoją siedzibę ma tutaj Wojewódzki Urząd Ochrony Zabytków.

### Obiekty architektury zabytkowej

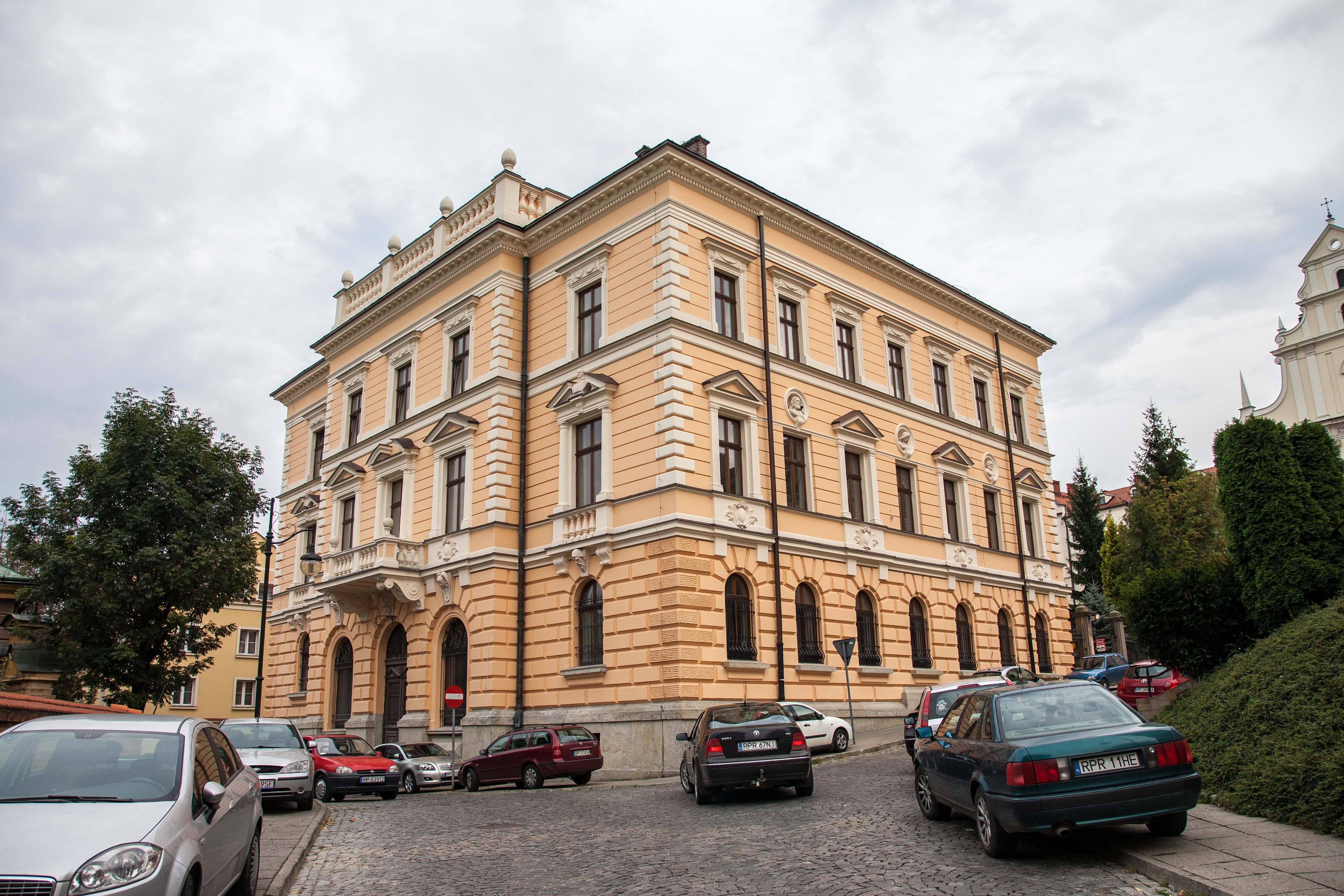
Pałac Biskupów Greckokatolickich

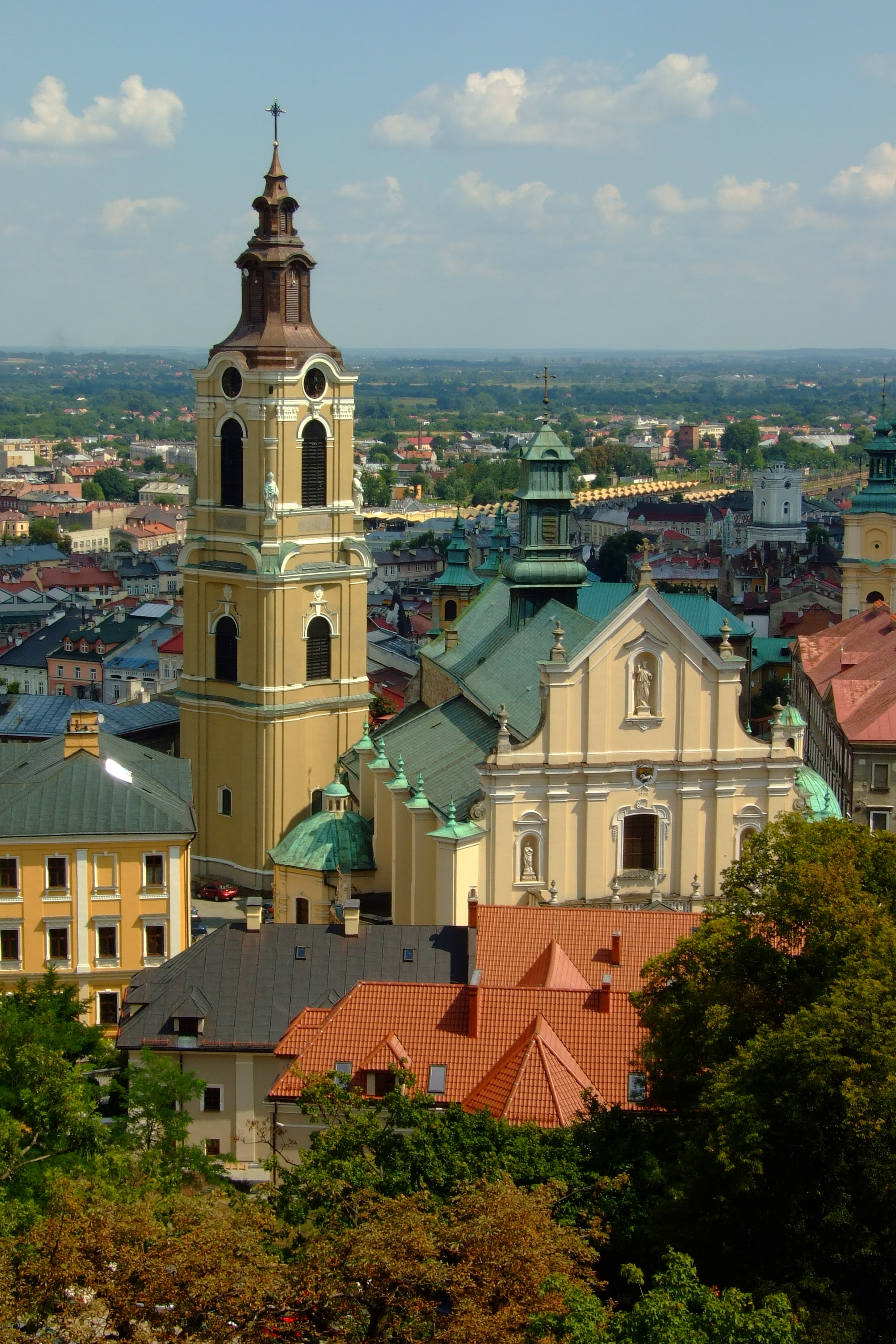
Bazylika archikatedralna Wniebowzięcia Najświętszej Maryi Panny i św. Jana Chrzciciela

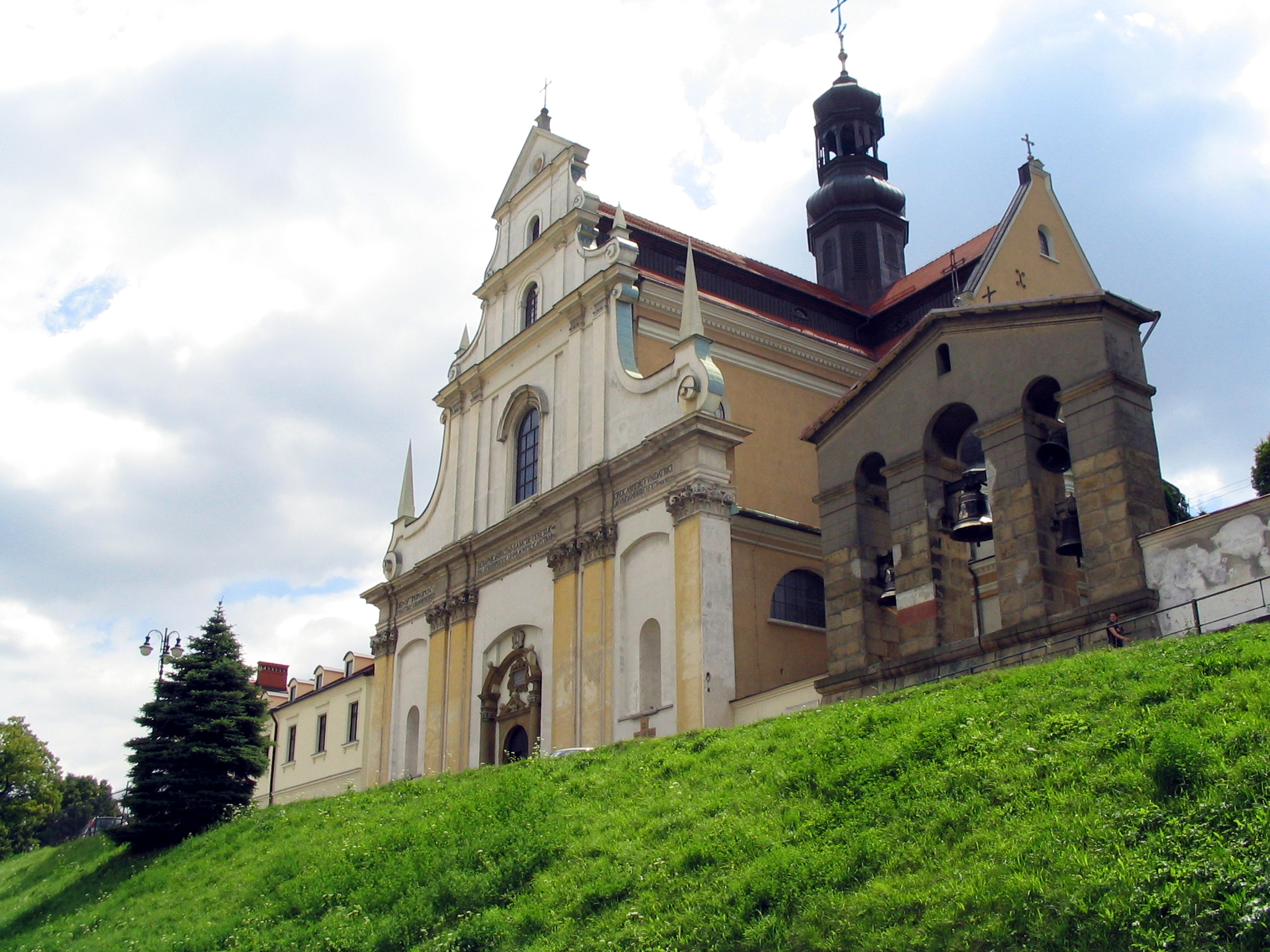
Wczesnobarokowy klasztor oo. karmelitów

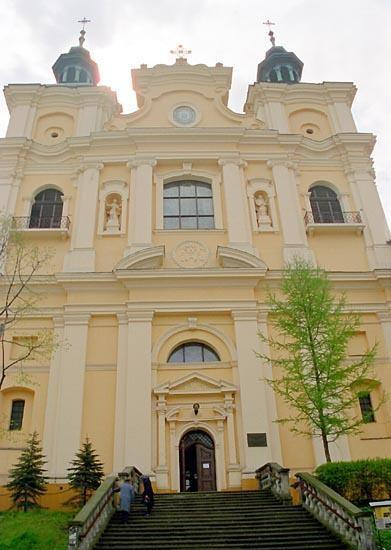
Archikatedra bizantyjsko-ukraińska św. Jana Chrzciciela (sobór)

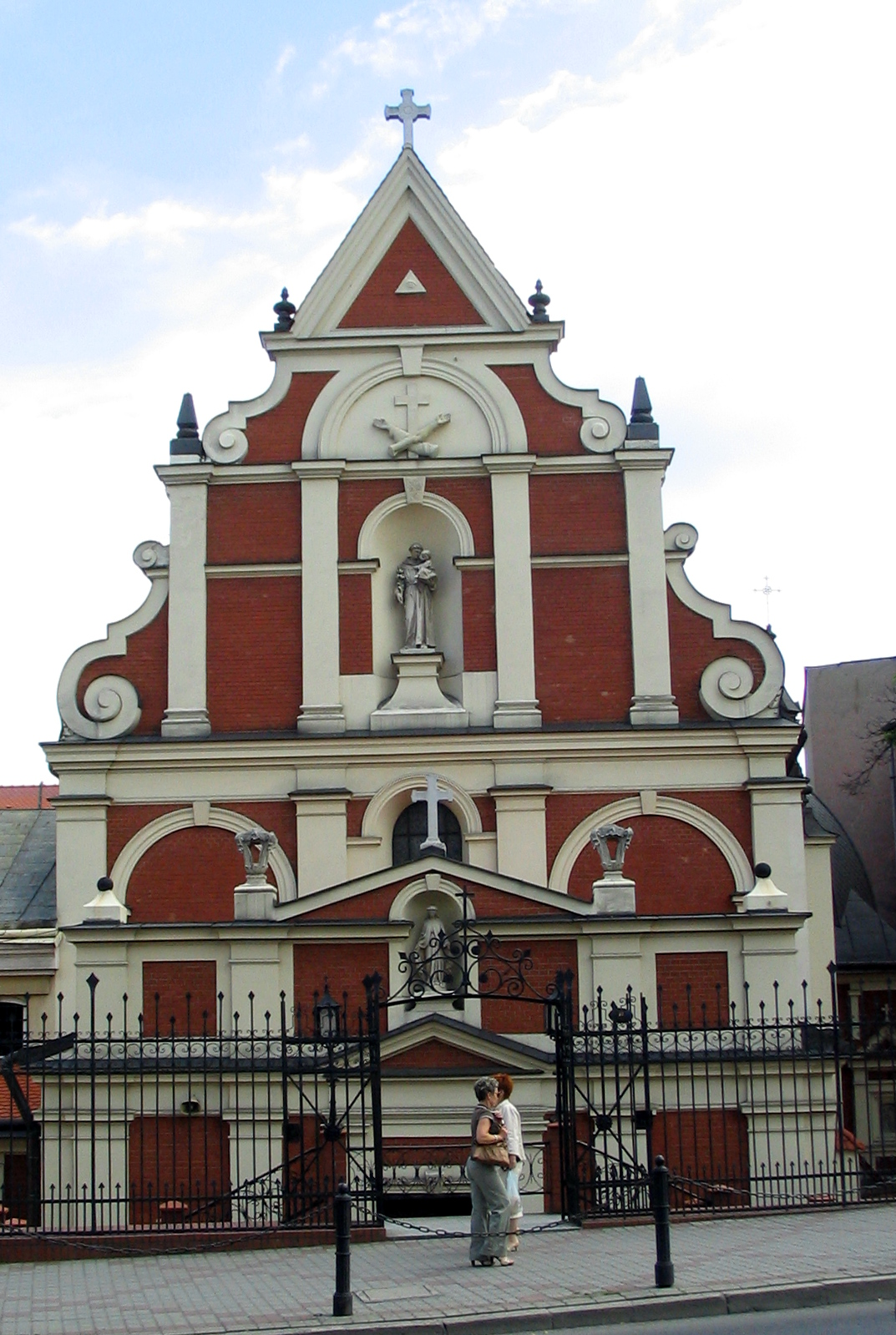
Kościół Reformatów

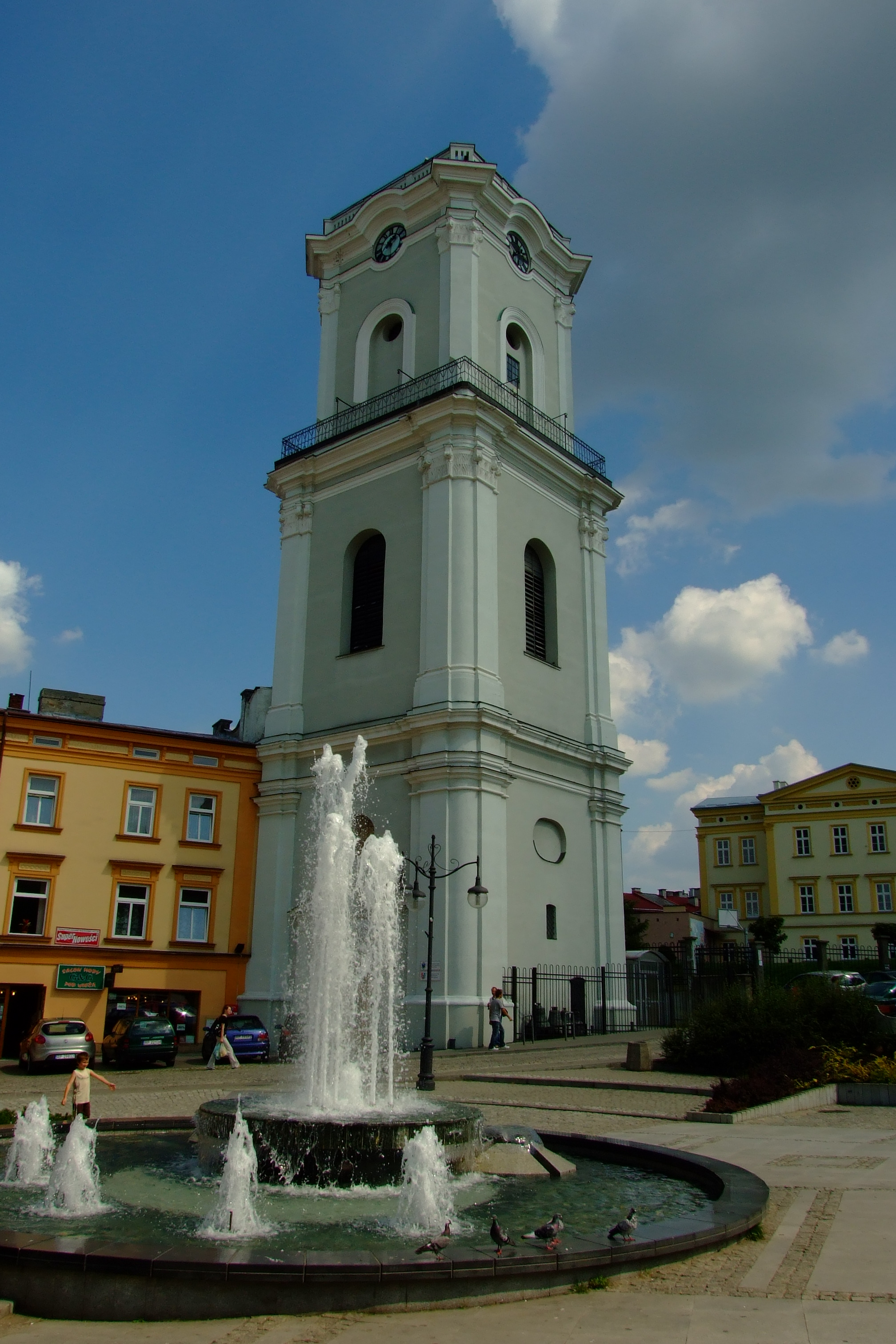
Wieża cerkiewna, tzw. Zegarowa

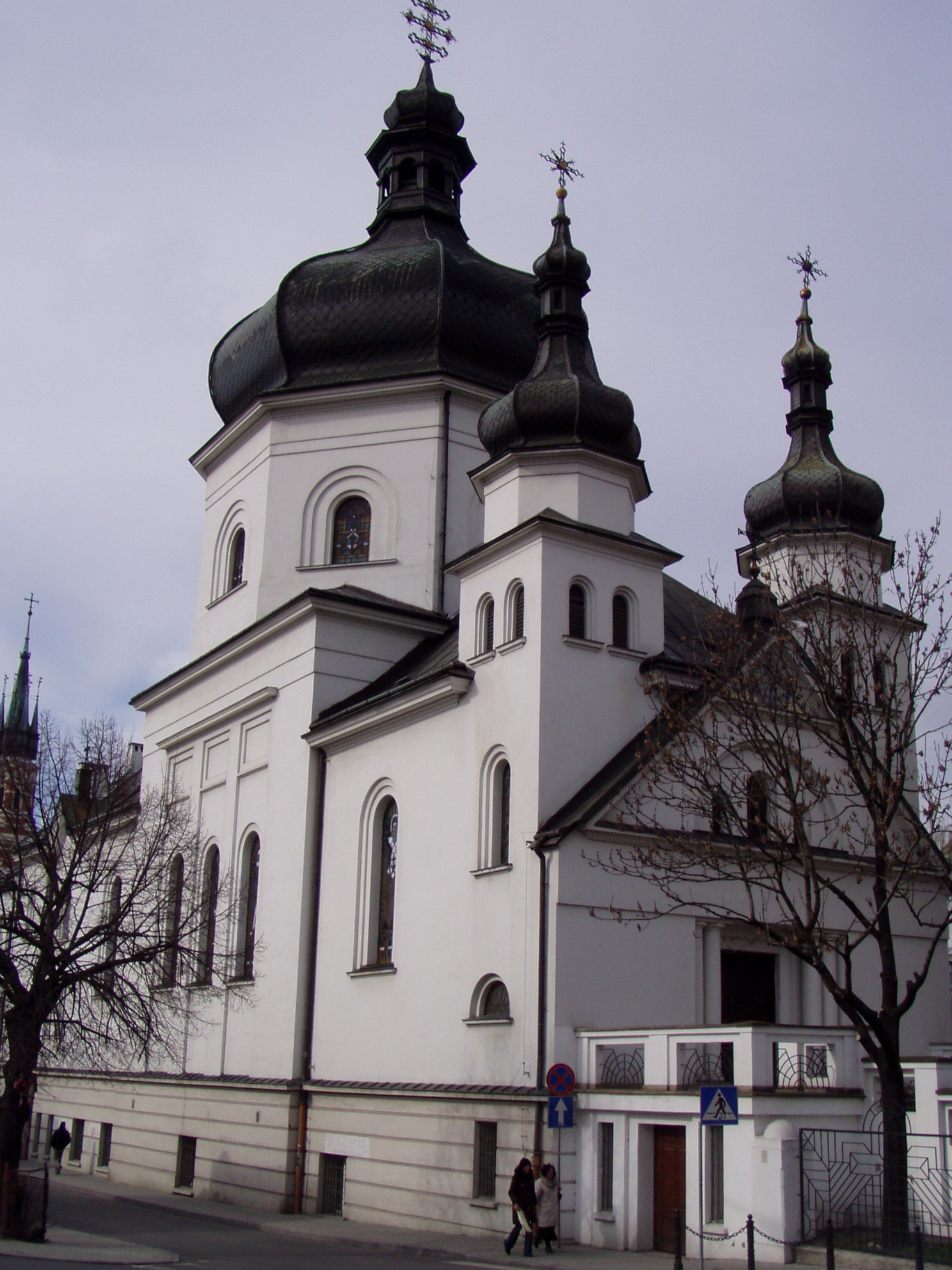
Cerkiew oo. Bazylianów

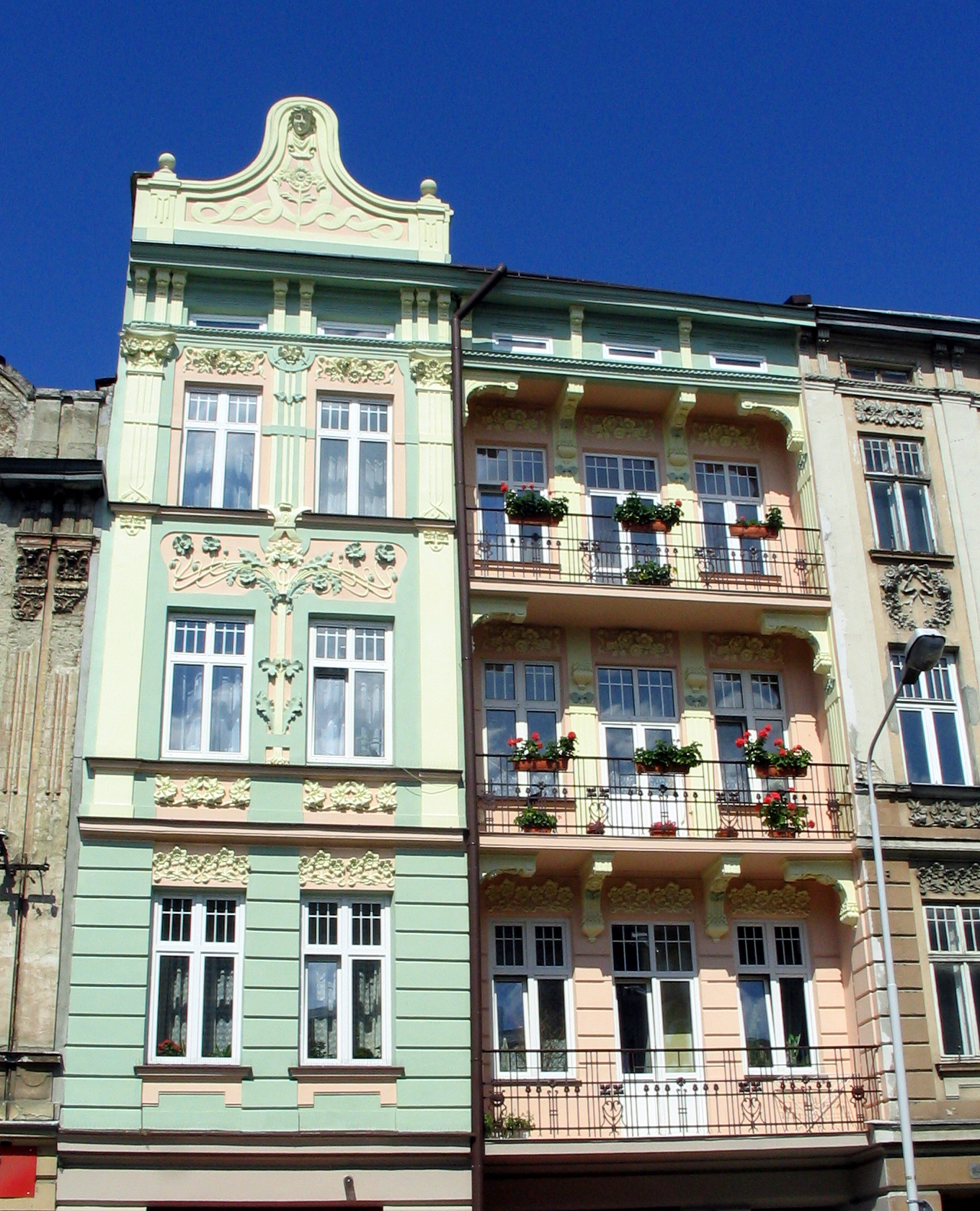
Secesyjne kamienice przy ul. Grunwaldzkiej

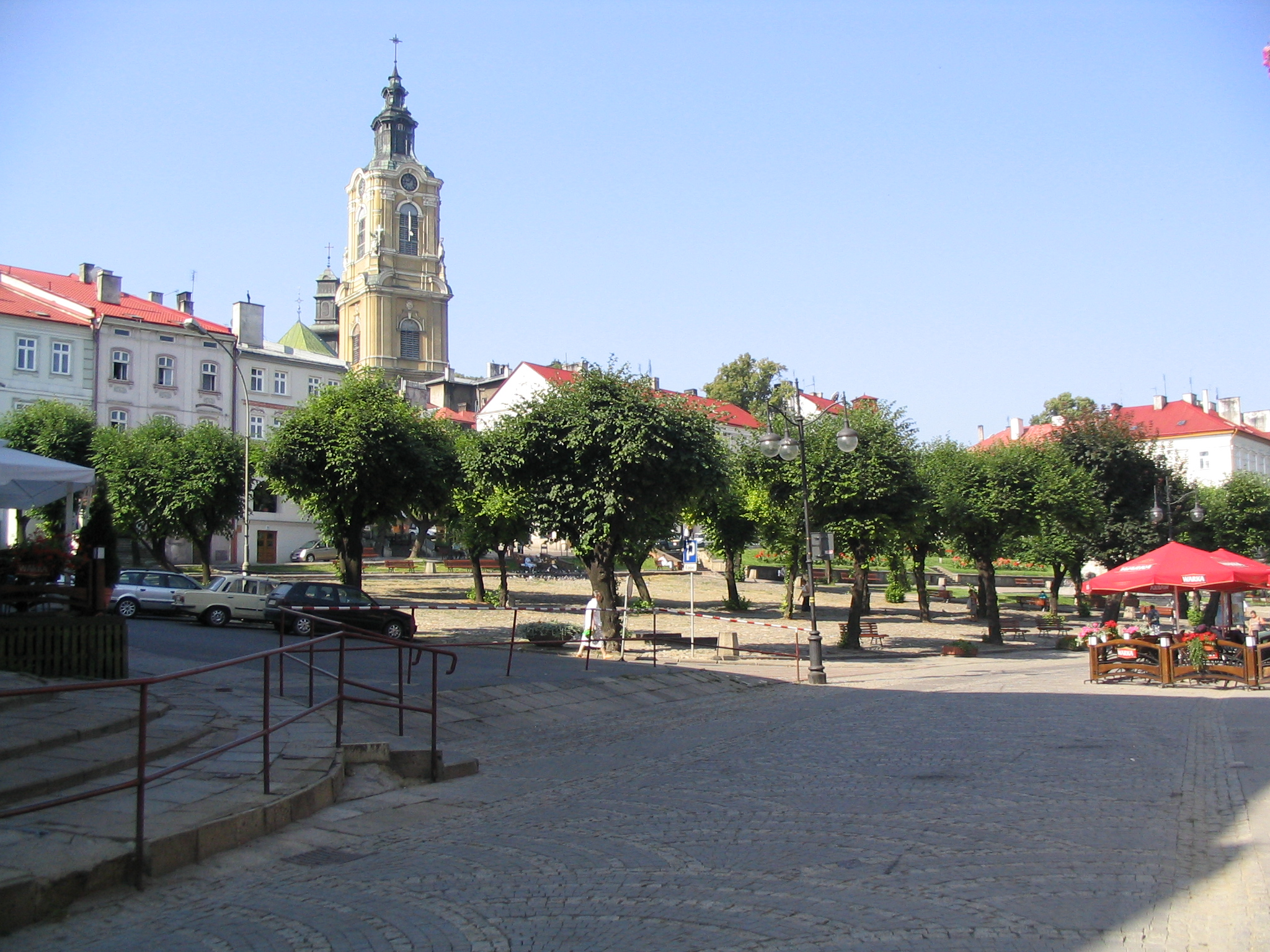
Rynek w Przemyślu

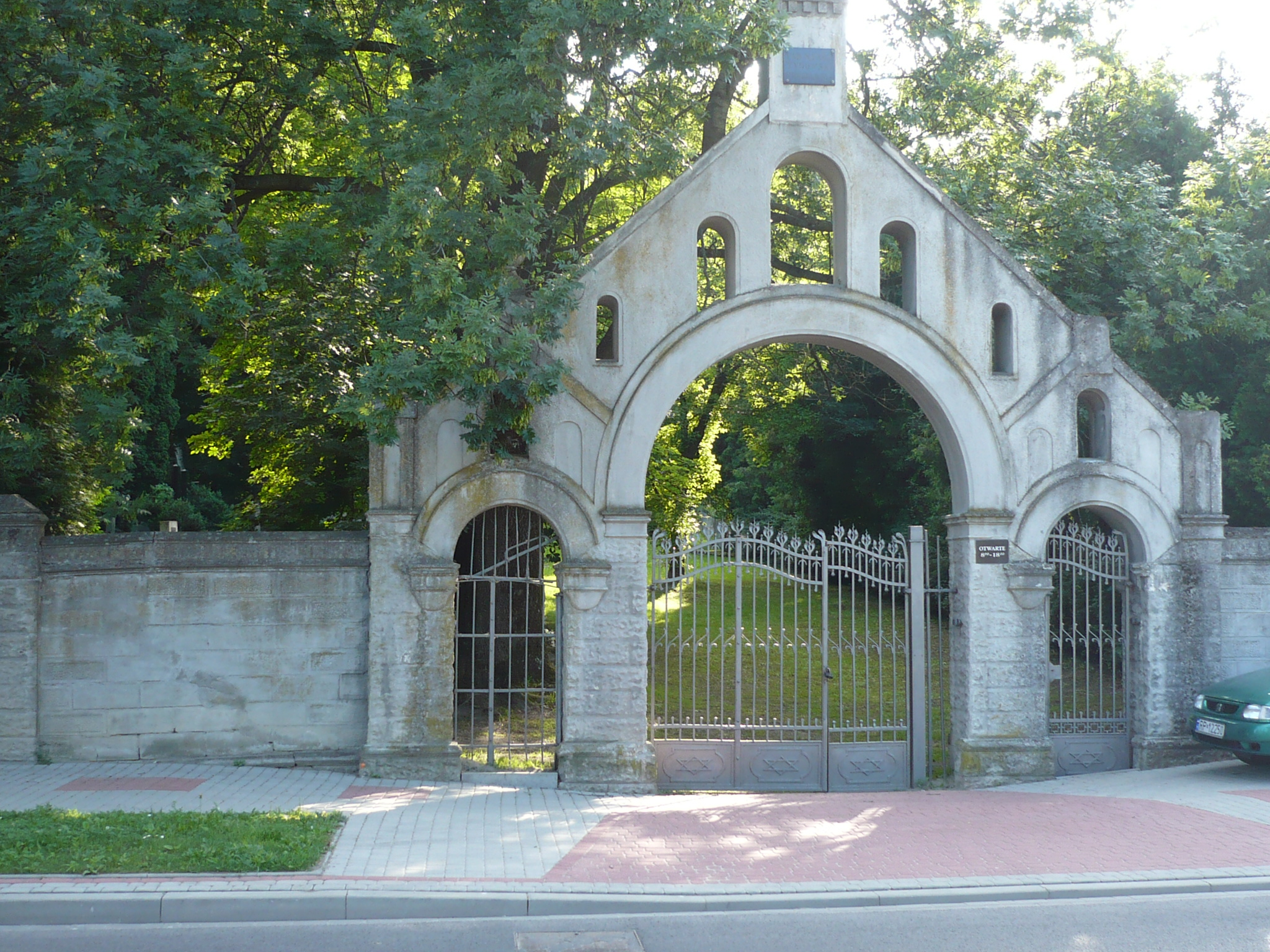
Nowy cmentarz żydowski

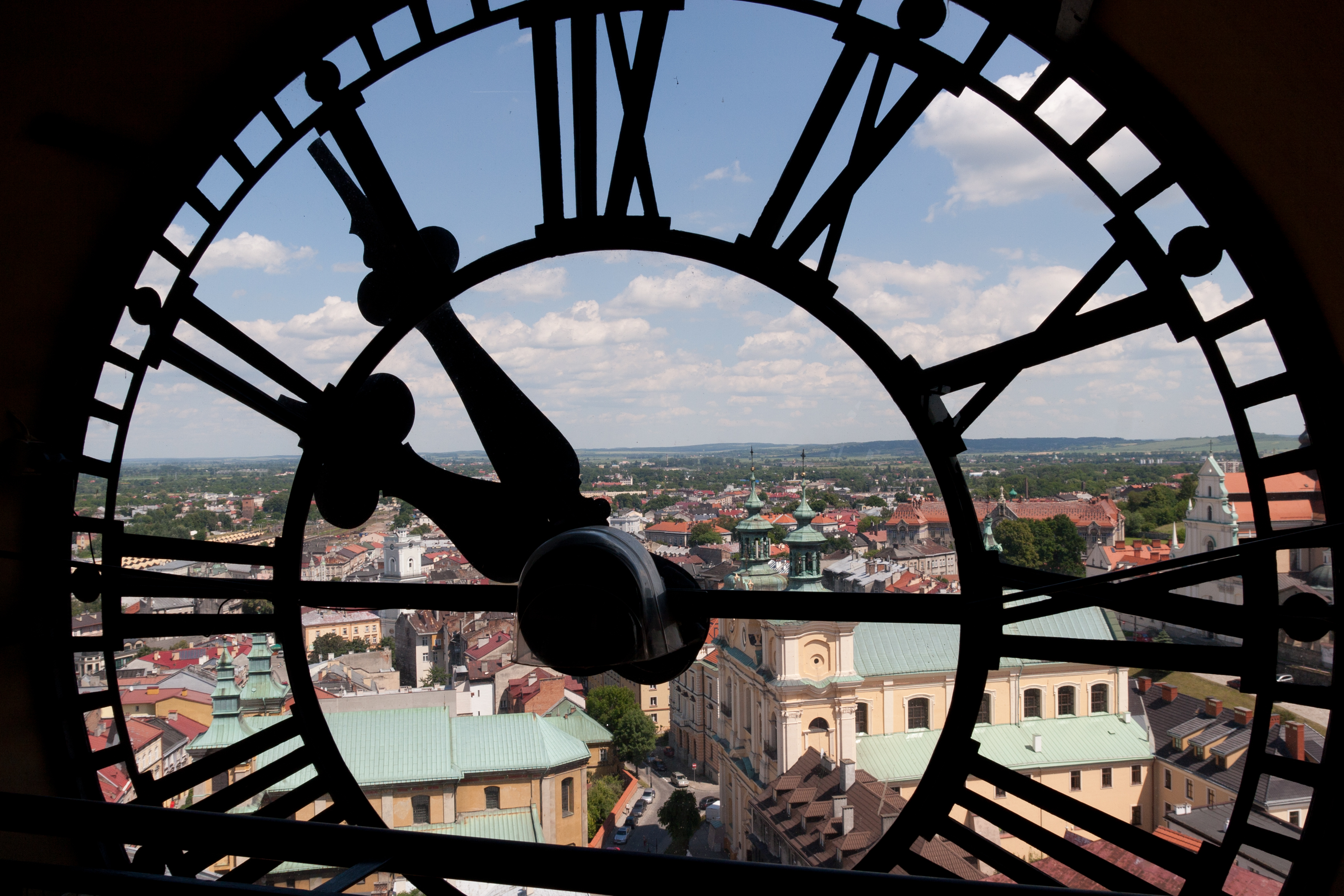
Widok z wieży katedralnej

#### Zamki, pałace i dworki
- Zamek Kazimierzowski
- Pałac Lubomirskich
- Pałac Biskupów Greckokatolickich
- dworek Stanisława Orzechowskiego
- Pałac Biskupów Rzymskokatolickich

#### Kościoły i klasztory
- Archikatedra rzymskokatolicka Wniebowzięcia Najświętszej Maryi Panny i św. Jana Chrzciciela
- Kościół św. Marii Magdaleny i klasztor oo. franciszkanów
- Kościół św. Teresy i klasztor oo. karmelitów
- Kościół św. Antoniego Padewskiego i klasztor oo. franciszkanów reformatów
- Kościół Trójcy Przenajświętszej i klasztor ss. benedyktynek
- Kościół św. Józefa (Salezjanie)
- Kościół Matki Bożej Szkaplerznej i klasztor ss. karmelitanek bosych
- Kościół Matki Bożej Nieustającej Pomocy
- Kościół św. Jana Apostoła
- Kościół Metodystyczny

#### Cerkwie i klasztory
- Archikatedra bizantyjsko-ukraińska św. Jana Chrzciciela
- Cerkiew bizantyjsko-ukraińska Matki Bożej Bolesnej i klasztor oo. bazylianów
- Cerkiew bizantyjsko-ukraińska Wniebowstąpienia Pańskiego
- Cerkiew prawosławna Narodzenia Przenajświętszej Bogurodzicy – siedziba parafii wojskowej
- Cerkiew prawosławna Zaśnięcia Przenajświętszej Bogurodzicy – siedziba parafii w dekanacie Przemyśl diecezji przemysko-nowosądeckiej

#### Synagogi
- Nowa Synagoga
- Synagoga Zasańska
- najstarsza synagoga – nieistniejąca
- Stara Synagoga – nieistniejąca
- Synagoga Tempel – nieistniejąca

#### Budynki użyteczności publicznej
- gmachy Urzędu Miejskiego i Urzędu Wojewódzkiego
- zabytkowa zabudowa Rynku
- Dworzec kolejowy
- Wieża Zegarowa – Muzeum Dzwonów i Fajek
- Dom Robotniczy
- Narodnyj Dim
- ratusz – nieistniejący

#### Architektura i sztuka Secesji
- założenie urbanistyczne w dzielnicy Zasanie – ul. Długosza, Grunwaldzka i pl. Konstytucji
- wille: „Marya” przy Słowackiego 27, Poniatowskiego 25 (Zasanie)

#### Architektura militarna i obronna
- fragmenty murów obronnych miasta
- forty Twierdzy Przemyśl
- bunkry Linii Mołotowa

#### Cmentarze
- zabytkowe nagrobki na Cmentarzu Głównym
- Nowy cmentarz żydowski
- Stary cmentarz żydowski – nieistniejący
- Cmentarz Wojskowy
- Zabytkowy zespół cmentarzy wojennych Twierdzy Przemyśl 1914-1915
  - Cmentarz Żołnierzy Rosyjskich
  - Cmentarz i Mauzoleum Żołnierzy Niemieckich
  - Cmentarze Żołnierzy Austro-Węgierskich
  - Cmentarz Żołnierzy Austriackich

#### Pozostałości preromańskie i romańskie
- preromańska rotunda – relikty na Wzgórzu Zamkowym, IX w.
- preromańskie monasterium na Wzgórzu Zamkowym, IX w.
- romańska bazylika trzynawowa, X w.
- palatium książęce, X w.

#### Mosty
- Most im. Orląt Przemyskich
- Most kolejowy z 1891
- Most im. Ryszarda Siwca
- Most Brama Przemyska

#### Inne
- Budynek dawnego Greckokatolickiego Seminarium Duchownego
- Budynek dawnej Elektrowni
- Neogotycka portiernia
- Budynek dawnego Prewentorium
- Kopiec Tatarski
- Krzyż Zawierzenia[62]
- Pomnik Marszałka Józefa Piłsudskiego[63]
- Obelisk Konstytucji 3-Maja[64]
- Obelisk Pax Vobis[65]
- Pomnik Orląt Przemyskich
- Pomnik Adama Mickiewicza w Przemyślu
- Pomnik Jana III Sobieskiego w Przemyślu
- Pomnik-ławeczka Józefa Szwejka w Przemyślu
- Pomnik Jana Pawła II[66]
- Pomnik Krystyna Szykowskiego[67]
- Pomnik w hołdzie żołnierzom Armii Krajowej[68]
- Pomnik Zesłańców Sybiru i Ofiar Katynia[69]
- Pomnik Związku Walki Czynnej[70]

| Panorama z mostu Orląt Przemyskich |

## Demografia
Piramida wieku mieszkańców Przemyśla w 2014.

## Gospodarka
Przemysł drzewny (Zakłady Płyt Pilśniowych „Fibris”), wytwórnia farb i pomocy szkolnych Pollena Astra, mechaniczny i automatyki przemysłowej (Polna, Fanina), kosmetyczny (Inglot), tkanin powlekanych (Sanwil). Ponadto ośrodek tradycyjnych rzemiosł – ludwisarstwa (ludwisarnia Felczyńskich) i fajczarstwa (fajka przemyska).

## Transport

### Transport drogowy

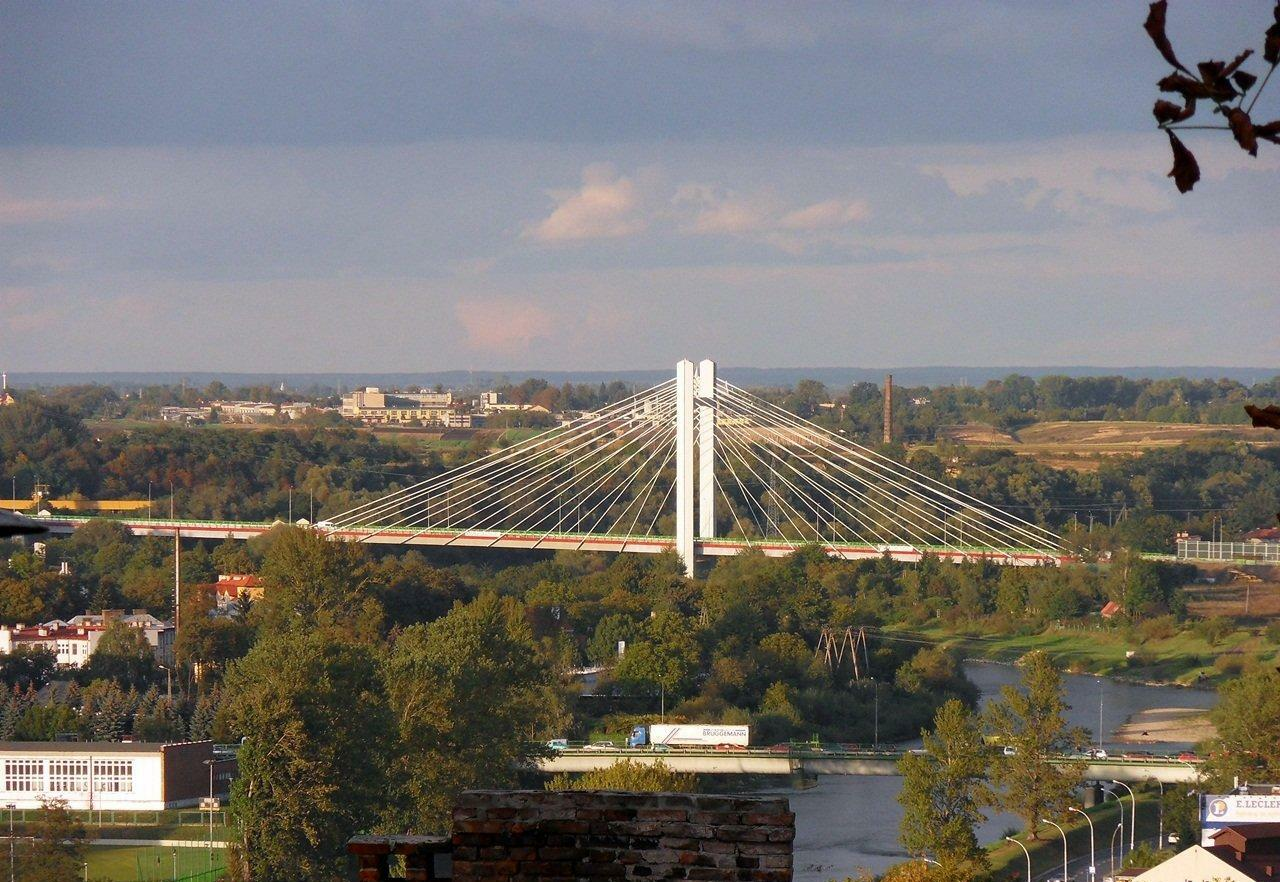
Most Brama Przemyska

- 28 Droga krajowa nr 28: Zator – Wadowice – Limanowa – Nowy Sącz – Krosno – Przemyśl – Medyka – granica państwa
- 77 Droga krajowa nr 77: Lipnik – Sandomierz  – Nisko – Jarosław – Przemyśl
- 884 Droga wojewódzka nr 884: Przemyśl – Domaradz
- 885 Droga wojewódzka nr 885: Przemyśl – Malhowice – granica państwa

W listopadzie 2012 oddano do użytku obwodnicę z mostem na Sanie „Brama Przemyska”. Obwodnica, łącząc drogi krajowe nr 28 i 77, pozwoliła wyeliminować ruch tranzytowy z centrum miasta i ułatwiła dojazd do przejścia granicznego z Ukrainą w Medyce.
W 2015 oddano do użytku drogę obwodową (budowaną od września 2013) łączącą drogę krajową nr 28 z drogą wojewódzką nr 885.
Od miasta do węzła autostradowego „Przemyśl” w Skołoszowie na autostradzie A4 jest ok. 16,5 km (przez DK77).

### Transport kolejowy

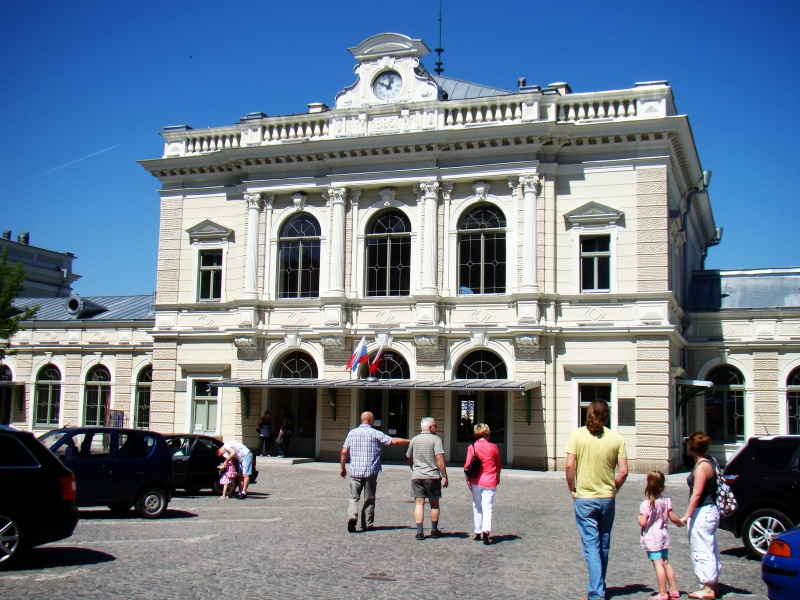
Neobarokowy Dworzec kolejowy z XIX w.

Stacje kolejowe
- Przemyśl Główny

Przystanki kolejowe
- Przemyśl Zasanie
- Przemyśl Wschodni

Stacje postojowo-techniczne
- Przemyśl Bakończyce

### Transport lotniczy
Przy ul. Monte Cassino znajduje się lądowisko sanitarne otworzone w 1988. Lądowisko zlokalizowane w koszarach przy ul. Mickiewicza posiada Bieszczadzki Oddział Straży Granicznej. Około 35 km na południowy zachód od miasta funkcjonuje lądowisko Arłamów.

## Kultura i rozrywka

### Ośrodki kultury
- Jeden z korytarzy w Schronie Kierowania Obroną Cywilną

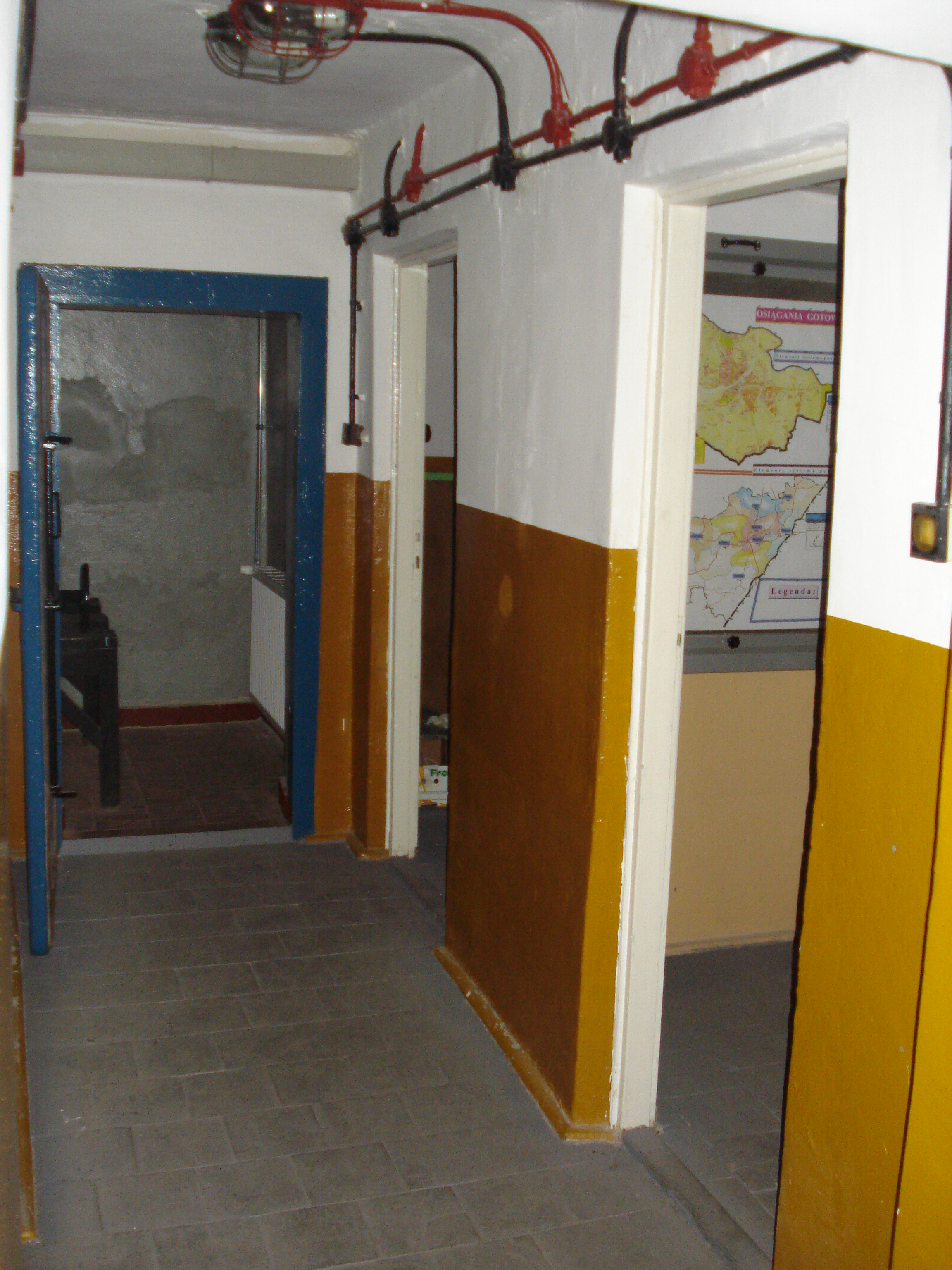
Jeden z korytarzy w Schronie Kierowania Obroną Cywilną

Centrum Kulturalne w Przemyślu (Klub „Piwnice”)
- Przemyskie Centrum Kultury i Nauki „Zamek”
- Młodzieżowy Dom Kultury[74]
- Wojskowy Ośrodek Kultury
- Dom Kultury „Kolejarz”

#### Teatr
- Teatr „Fredreum” na Zamku Kazimierzowskim – Towarzystwo Dramatyczne im. Aleksandra Fredry
- Teatr S.A.N. – teatr amatorski https://teatrsan.wordpress.com/

#### Kino
- Kino „Centrum”
- Kino Helios

#### Galerie sztuki
- Państwowa Galeria Sztuki Współczesnej
- White Photo Gallery – Galeria Fotografii
- Galeria Fotografii przy MKK „Niedźwiadek”
- Galeria ZAMEK
- Galeria GALICJA
- Antyki i Dzieła Sztuki

#### Muzea i archiwa
- Muzeum Narodowe Ziemi Przemyskiej
  - Muzeum Dzwonów i Fajek
  - Muzeum Historii Miasta Przemyśla

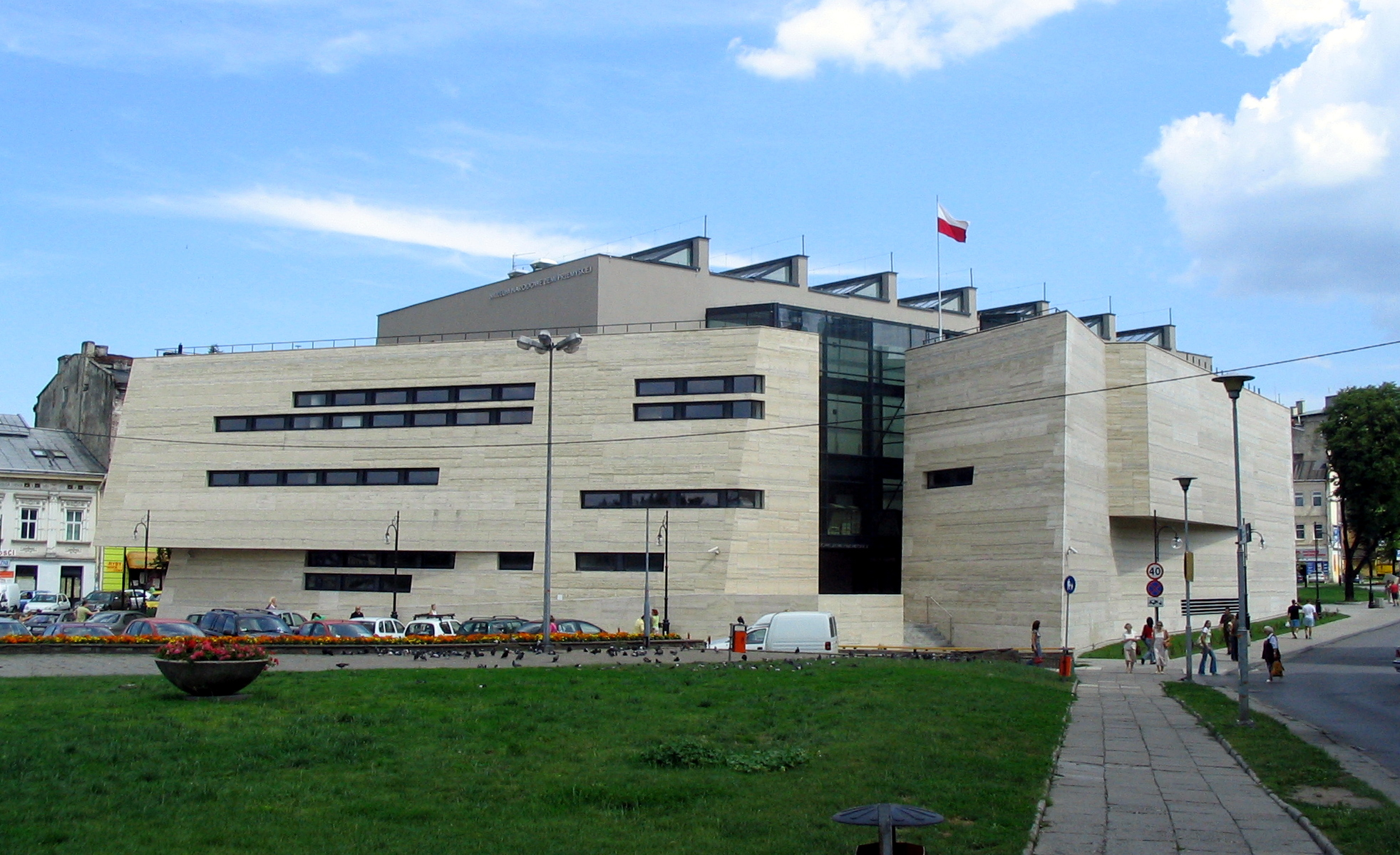
Muzeum Narodowe Ziemi Przemyskiej – dekonstruktywizm

- Muzeum Archidiecezjalne im. św. Józefa Sebastiana Pelczara
- Ekspozycja Muzealna Kaponiera 8813 – prywatne
- Muzeum Twierdzy Przemyśl
  - Fort VIII „Łętownia”
  - Fort VII 1/2 „Tarnawce” w Ostrowie
- Ukraińskie Regionalne Muzeum „Strywihor” w Przemyślu – nieistniejące
- Archiwum Państwowe
- Schron Kierowania Obroną Cywilną[75]

#### Biblioteki

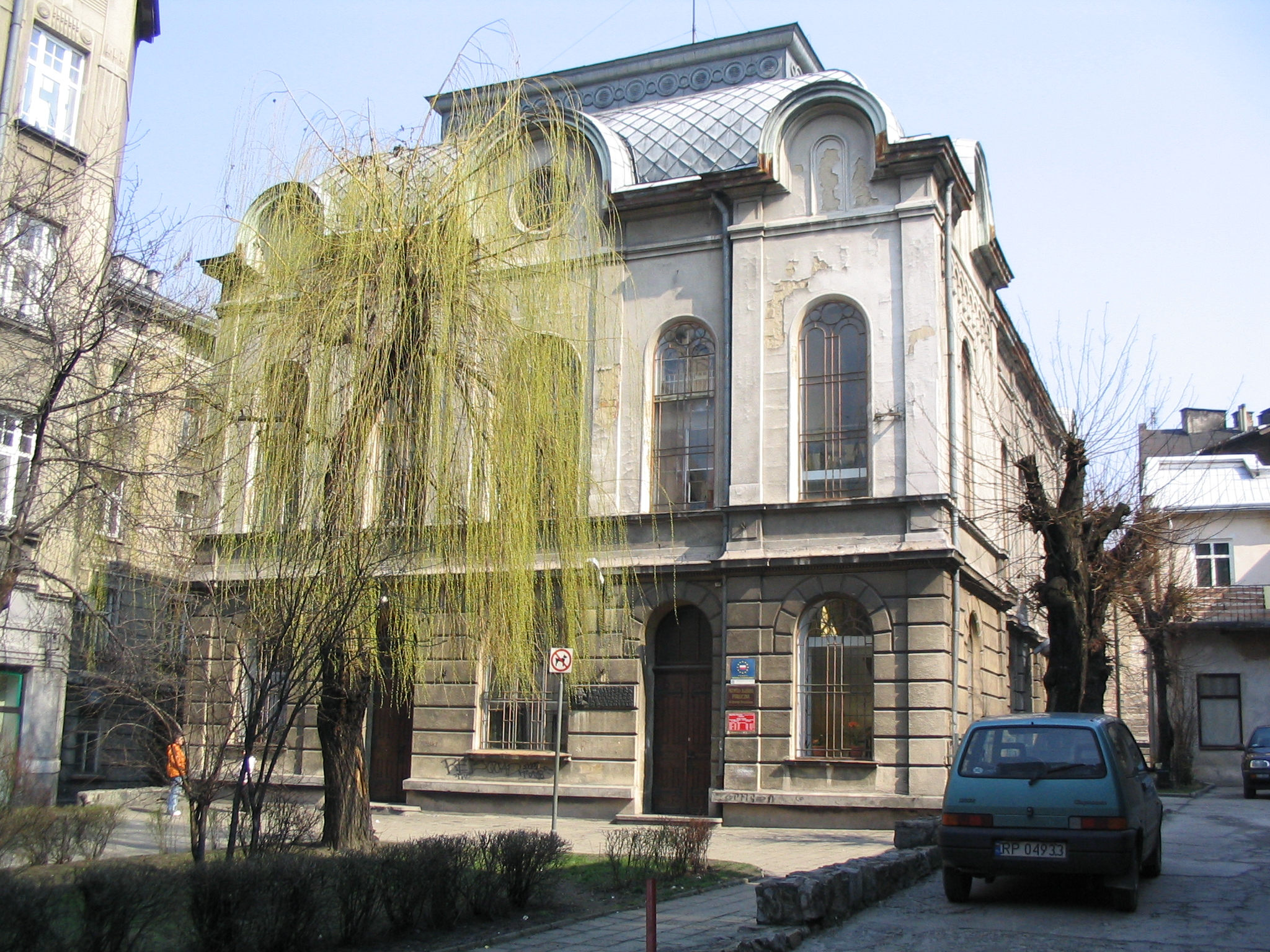
Nowa Synagoga

- Przemyska Biblioteka Publiczna im. Ignacego Krasickiego
- Pedagogiczna Biblioteka Wojewódzka im. Józefa Gwalberta Pawlikowskiego w Przemyślu
- Biblioteka Naukowa Towarzystwa Przyjaciół Nauk

#### Inne
- Podziemna trasa turystyczna

#### Centrum handlowe
- Galeria Sanowa
- Park Handlowy S1
- Blue Park
- Centrum Handlowe Echo

### Cykliczne imprezy kulturalne

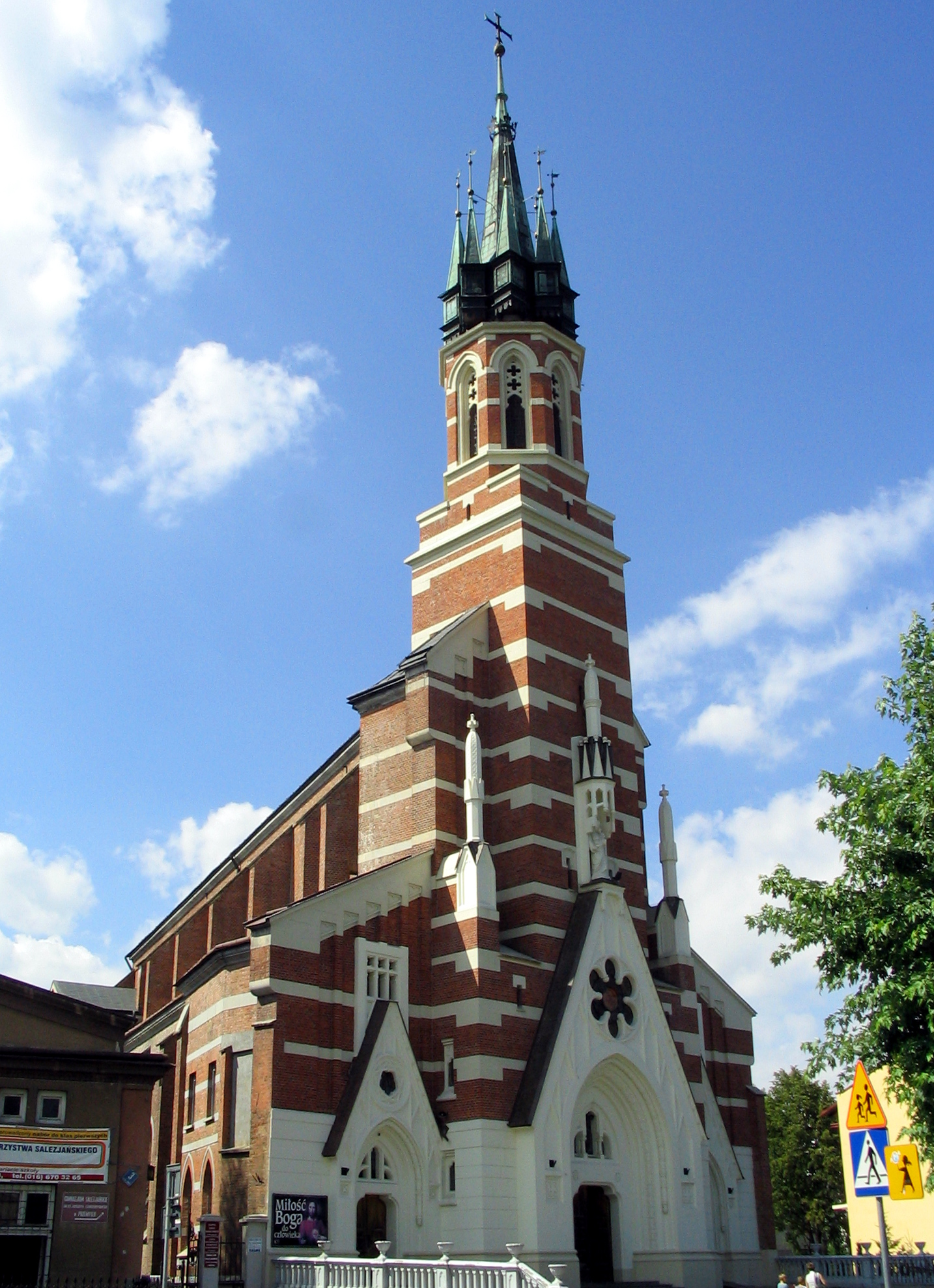
Neogotycki kościół oo. Salezjanów

- Wielokulturowy Festiwal „Galicja” (organizator: Fundacja „Dziedzictwo” przy współpracy UM Przemyśl)
- Dni Patrona Miasta „Wincentiada” (organizator: Przemyskie Centrum Kultury i Nauki)
- Turniej Satyry im. Ignacego Krasickiego „O Złotą Szpilę” (organizator: CK Przemyśl) – konkurs stworzony i prowadzony przez Barbarę Płocicę, założeniem turnieju jest wyłonienie najlepszych satyryków w czterech konkurencjach: teatralnej, recytacji, literackiej i plastycznej.
- Festiwal „Agora” (organizator: CK Przemyśl)
- Noc Iwana Kupały* (organizator: Związek Ukraińców w Polsce Koło w Przemyślu)
- Podkarpacki Jarmark Turystyczny (otwarcie sezonu turystycznego w województwie)
- Barbarossa – inscenizacja walk o miasto z okresu II wojny światowej
- Święto mleka
- Święto fajki(organizator: Przemyski Klub Fajki)
- Święto wina i miodu
- Jarmark Turystyczny
- Salezjańskie Lato Muzyczne – festiwal muzyki organowej i kameralnej[76]
- Jesień Muzyczna
- Polsko-Ukraiński Festiwal Jazzowy „Jazz Bez”
- Przemyska Wiosna Fredrowska
- Bike Town[77][78]
- Wielkie Manewry Szwejkowskie[79] – impreza organizowana przez Przemyskie Stowarzyszenie Przyjaciół Dobrego Wojaka Szwejka, poszczególne edycje miały kryptonimy np. „Fantastyczne”[80], „Odłamkowe”[81], czy „Generalskie”[82].

#### Film i fotografia
- Promocja Filmu Polskiego (organizator: Wydział Kultury UM Przemyśl)
- Maraton Filmowy „Z Przemyślem w tle” (organizator: Kino „Kosmos”)
- Festiwal Filmów Niezależnych w Przemyślu „CK OFF”

#### Literatura
- Przemyska Wiosna Poetycka (organizator: PCKiN)
- Turniej Wierszy Jednego Poety (organizator: Przemyska Biblioteka Publiczna)

#### Muzyka i taniec

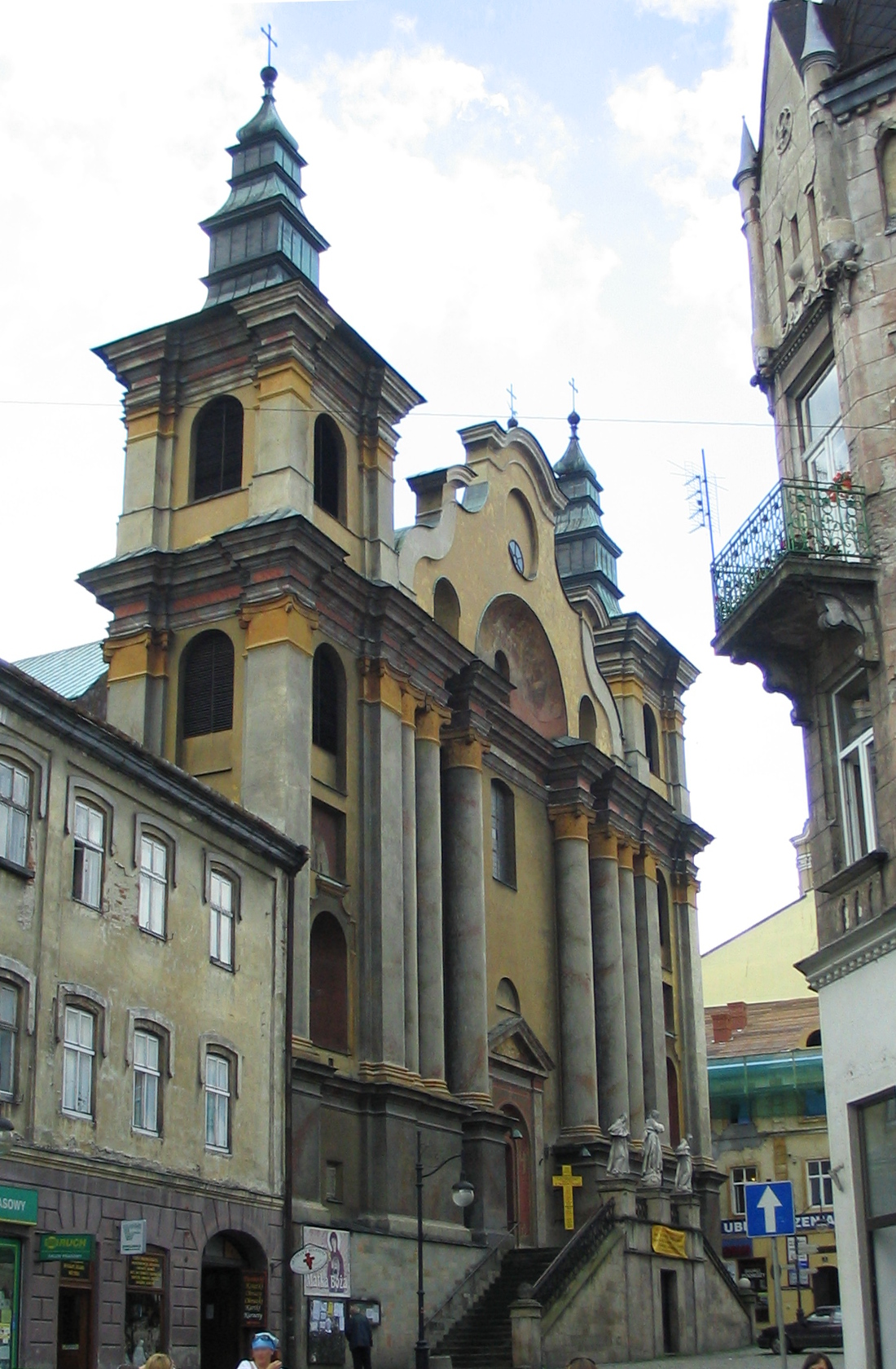
Późnobarokowy kościół oo. Franciszkanów

- Jazz Bez... – Mikołajki jazzowe (organizator: CK Przemyśl)
- Jazz nad Sanem (organizator MKK „Niedźwiadek”)
- Świętojańska noc jazzowa (organizator: PCKiN)
- Ogólnopolski Festiwal Kapel Podwórkowych (organizator: CK Przemyśl)
- Przemyska Jesień Muzyczna (organizator: Towarzystwo Muzyczne w Przemyślu)
- Dni Muzyki Oratoryjno-Kantatowej (organizator: CK Przemyśl)
- Festiwal „Ghitaralia” (organizator Zespół Państwowych Szkół Muzycznych)
- Międzywojewódzki Przegląd Dziecięcych Zespołów Tańca Ludowego „Taneczny Krąg” (organizator: CK Przemyśl)
- Międzynarodowy Festiwal Muzyki Akordeonowej.
- Salezjańskie Lato Muzyczne
- Muzyka Młodych u Franciszkanów[83]

#### Plastyka
- Międzynarodowe Biennale Malarstwa „Srebrny Czworokąt” (organizator: Państwowa Galeria Sztuki Współczesnej w Przemyślu)

#### Teatr
- Biesiada Teatralna w Horyńcu-Zdroju – Konfrontacje Zespołów Teatralnych Małych Form (organizator: CK Przemyśl)
- Przegląd Teatralny „Antrakt” (organizator: CK Przemyśl)
- Przemyska Jesień Teatralna (organizator: CK Przemyśl)
- Przemyska Wiosna Fredrowska (organizator: PCKiN)

### Kluby taneczne
- Rutyna Art
- Grota
- Klub „Zebra”
- Japa
- Bar Secesja ceglane piwnice restauracji CK Monarchia

## Media

### Telewizja
- Toya

### Radio
- Radio Eska Przemyśl
- Radio Fara

### Prasa
- Życie Podkarpackie[84]
- Brama Przemyska
- Echo Przemyskie[85][86] – wydawane na początku XX wieku.
- Głos znad Sanu[87]
- Pogranicze – niewydawany już tygodnik
- Przemyski Przegląd Kulturalny
- Przemyskie Zapiski Historyczne[88]
- Nasz Przemyśl[89][90]
- Nowy Głos Przemyski[91] – wydawane na początku XX wieku.
- Vorota – miesięcznik w języku ukraińskim
- Moja Praca. Biuletyn Powiatowego Urzędu Pracy w Przemyślu. Wszystkie dotychczasowe numery „Mojej Pracy”, w wersji elektronicznej, dostępne są na stronie internetowej PUP Przemyśl.

### Internet
- Portal Przemyski[92]

## Opieka zdrowotna

### Szpitale publiczne
W Przemyślu znajdują się szpitale:
- Wojewódzki Szpital im. Św. Ojca Pio w Przemyślu

## Nauka
- Towarzystwo Przyjaciół Nauk
- Południowo-Wschodni Instytut Naukowy

## Edukacja

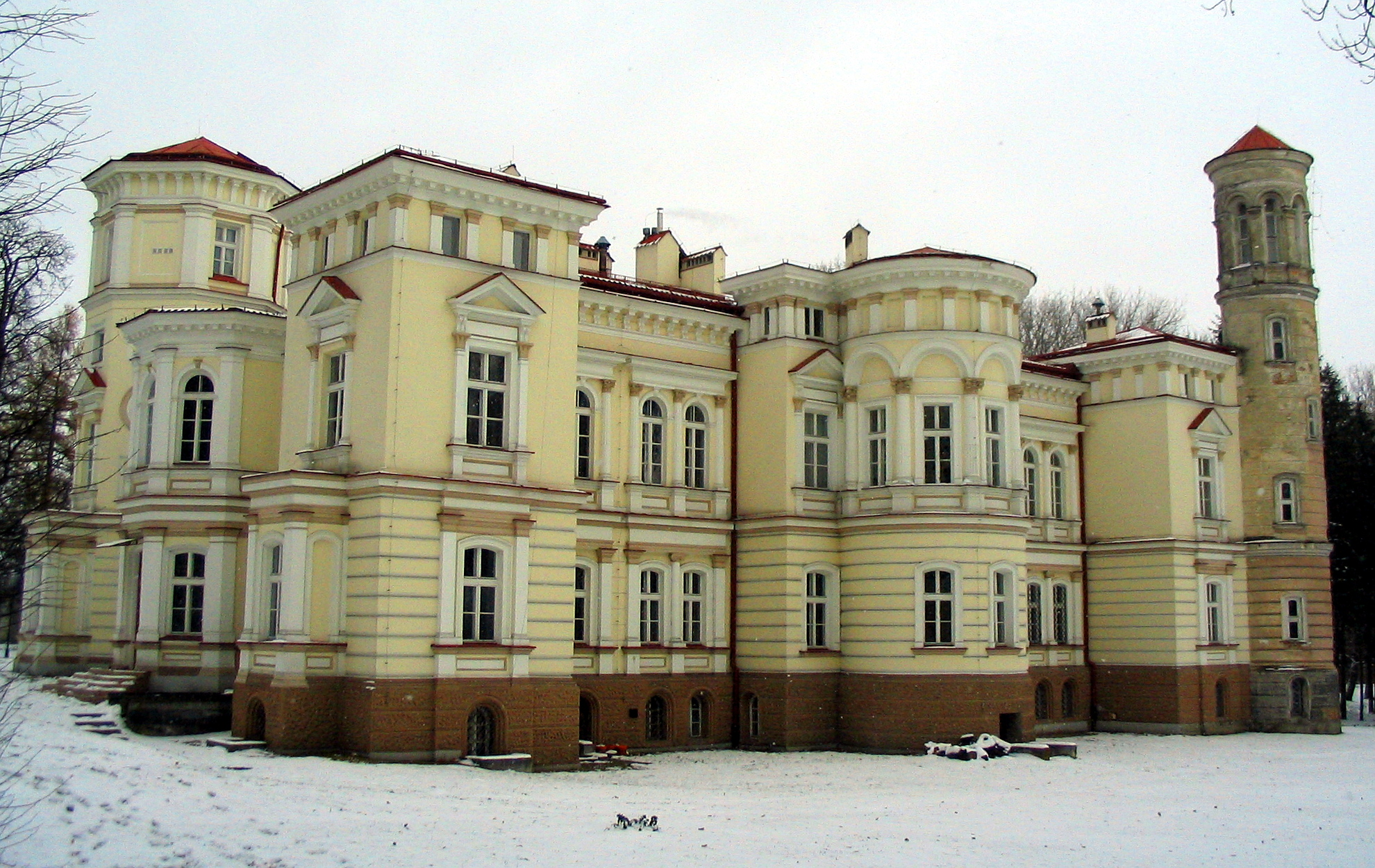
Pałac Lubomirskich – eklektyzm (ob. siedziba PWSW)

### Szkoły Podstawowe[93]
- Szkoła Podstawowa nr 1 im. Henryka Sienkiewicza
- Szkoła Podstawowa Nr 4 im. Ks. Jana Twardowskiego
- Szkoła Podstawowa Nr 5 im. Bohaterów Września
- Szkoła Podstawowa Nr 6 im. Ojca Świętego Jana Pawła II
- Szkoła Podstawowa Nr 11 im. Henryka Jordana
- Szkoła Podstawowa Nr 14 im. Zjednoczonej Europy
- Szkoła Podstawowa Nr 15 im. Adama Mickiewicza
- Szkoła Podstawowa Nr 16 z Oddziałami Integracyjnymi im. Orląt Lwowskich
- Szkoła Podstawowa Nr 17 im. Markiana Szaszkewicza
- Szkoła Podstawowa Nr 7 Specjalna w Specjalnym Ośrodku Szkolno-Wychowawczym Nr 1 im. Marii Grzegorzewskiej
- Szkoła Podstawowa Nr 12 Specjalna w Specjalnym Ośrodku Szkolno-Wychowawczym Nr 2 im. dr Janusza Korczaka

### Szkoły ponadpodstawowe[94]
- I Liceum Ogólnokształcące im. Juliusza Słowackiego
- II Liceum Ogólnokształcące im. prof. Kazimierza Morawskiego
- Zespół Szkół Ogólnokształcących nr 2 im. Markiana Szaszkewicza
- Zespół Szkół Elektronicznych i Ogólnokształcących im. prof. Janusza Groszkowskiego
- Zespół Szkół Usługowo-Hotelarskich i Gastronomicznych
- Centrum Kształcenia Zawodowego i Ustawicznego Nr 1

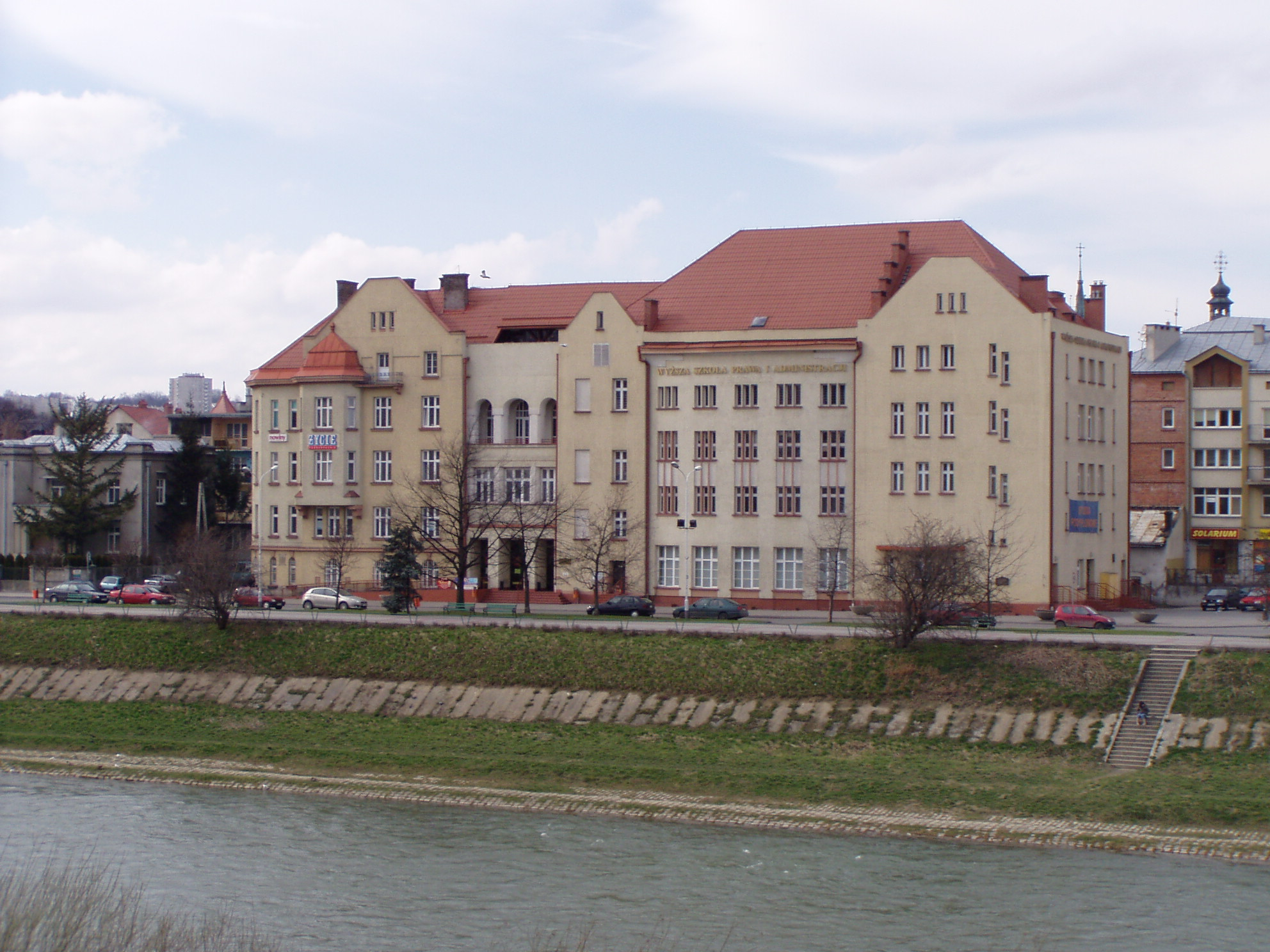
Modernistyczny Dom Robotniczy

- Centrum Kształcenia Zawodowego i Ustawicznego Nr 2

### Pozostałe
- Krajowa Szkoła Skarbowości
- Wyższa Szkoła Informatyki i Zarządzania
- Wyższa Szkoła Bezpieczeństwa
- Wyższe Seminarium Duchowne
- Państwowa Akademia Nauk Stosowanych

## Sport

### Kluby sportowe
- Miejski Klub Sportowy Polonia Przemyśl - piłka nożna
- Przemyski Klub Walki Wręcz Jiu Jitsu (ul. Kopernika)
- Eurobus Przemyśl Futsal Team
- Klub Futbolu Amerykańskiego Przemyśl Bears (zlikwidowany)
- Młodzieżowy Klub Sportowy „MOTOR” – piłka nożna dziewcząt i kobiet (III liga gr. podkarpacka kobiet)
- Uczniowski Klub Sportowy Gim Baskets 2 Przemyśl – 2 liga koszykówki mężczyzn, grupy młodzieżowe koszykówki.
- AZS Przemyśl – piłka ręczna, I liga
- Tempo 5 Przemyśl – lekkoatletyka
- NURT POSIR Przemyśl – tenis stołowy (II liga)
- ORKA Przemyśl – pływanie
- Przemyska Szkoła Bokserska NIEDŹWIADKI – boks
- POSiR Przemyśl – narciarstwo
- Przemyskie Towarzystwo Cyklistów – kolarstwo
- Klub Strzelecki „Twierdza” LOK Przemyśl – strzelectwo[95]
- Szkoła Tańca „A-Z” Przemyśl – taniec
- Powiatowy Szkolny Związek Sportowy
- Międzyszkolny Klub Sportowy JUVENIA
- Klub Żeglarski OPTY przy MZK sp. z o.o.
- Stowarzyszenie Karate SAIHA KYOKUSHINKAI-IFK
- Przemyski Klub Karate Kyokushin (PKKK)
- Przemyski Klub SHORIN – RYU Karate
- Przemyska Reprezentacja Maratończyków
- Sportowo-Kulturalny Klub Szachowy Przemyśl
- UKS Gim Basket 2 Przemyśl- koszykówka, II liga
- SRS Czuwaj Przemyśl- piłka ręczna, I liga
- Zespół Uliczny „Podzamcze” Przemyśl – piłka nożna (uczestnik centralnych rozgrywek Pucharu Polski w 1951 roku).

### Obiekty sportowe
- Strzelnica LOK (pneumatyczna i kulowa) ul. Słowackiego 40
- Przemyski Park Sportowo-Rekreacyjny (POSiR) ul. Sanocka 4
- Stok narciarski w Przemyślu (POSiR)
- Sztuczne Lodowisko (POSiR) ul. Sanocka 12
- Kryta Pływalnia (POSiR) ul. 22 Stycznia 6
- Hala sportowa POSiR ul. Mickiewicza 30
- Korty Tenisowe (KS Czuwaj) ul. 22 Stycznia 6
- Skate Park (POSiR) ul. Sanocka 2 (zlikwidowany)
- Stadion Miejskiego Klubu Sportowego „Polonia” ul. Sanocka 8
- Stadion Klubu Sportowego „Czuwaj” ul. 22 Stycznia 6
- Stadion szkolny „Juvenia” ul. Dworskiego 98 (lekkoatletyczny)
- Boiska do siatkówki plażowej (Wyb. Ojca Świętego – plaża miejska)

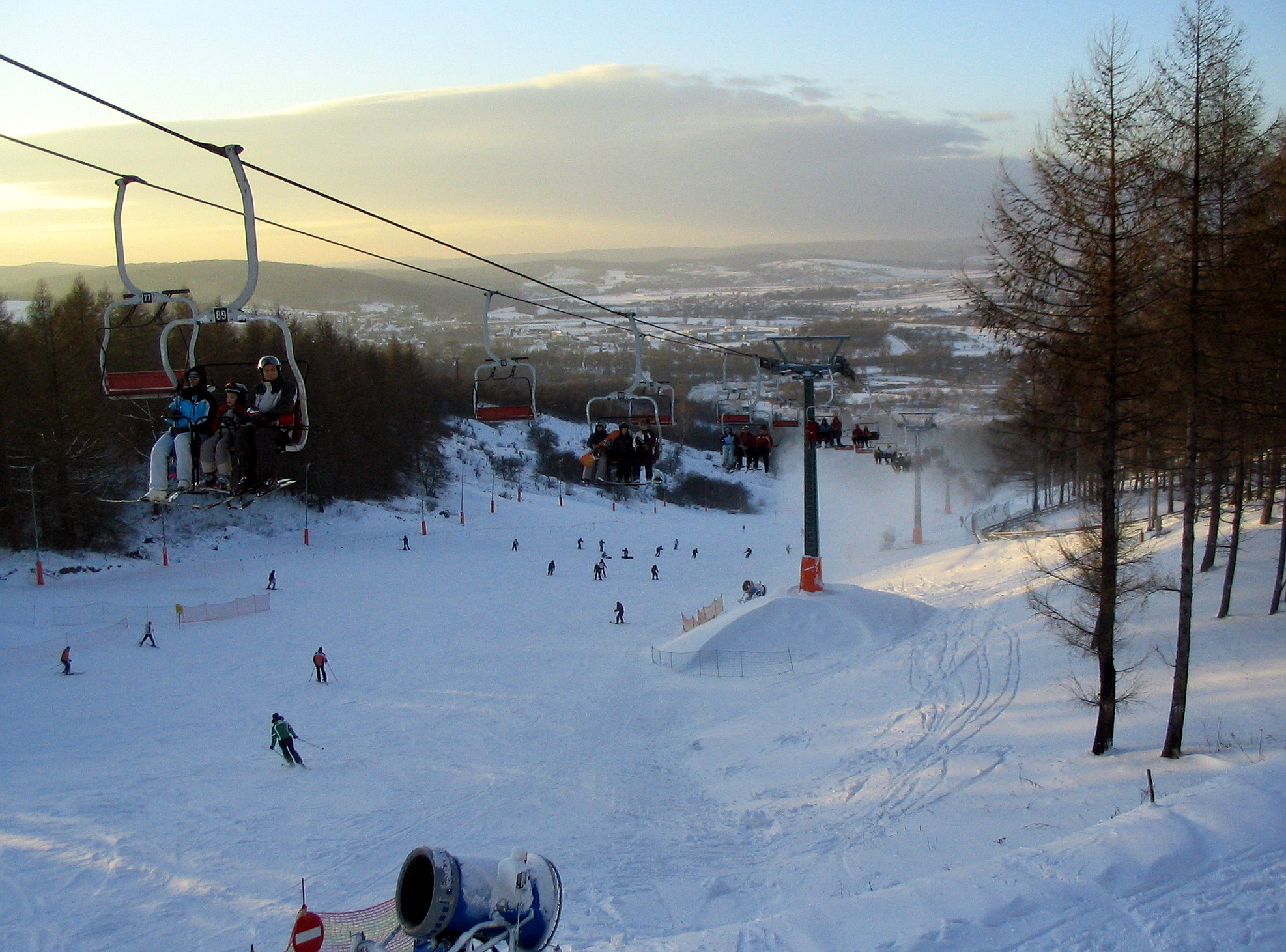
Stok narciarski w Przemyślu

- Boisko ORLIK ul. Dworskiego 96

### Inne
- Spływy kajakowe Doliną Sanu
- Capoeira – Brazylijska sztuka walki (Grupa Axe Capoeira – Sekcja Przemyśl)

## Wspólnoty wyznaniowe
Przemyśl to miasto kilku wyznań i obrządków chrześcijańskich (obok rzymskich katolików, z arcybiskupem metropolitą Adamem Szalem na czele.
Grekokatolicy mają tu arcybiskupa metropolitę swego obrządku, Eugeniusza Popowicza, prawosławni z arcybiskupem diecezji przemysko-gorlickiej Pasjuszem (rezydującym w Gorlicach).
W mieście znajdują się również przedstawiciele kościołów protestanckich: metodyści, adwentyści, baptyści, zielonoświątkowcy.
W Przemyślu swoją działalność prowadzą także Świadkowie Jehowy.

podział miasta na parafie rzymskokatolickie

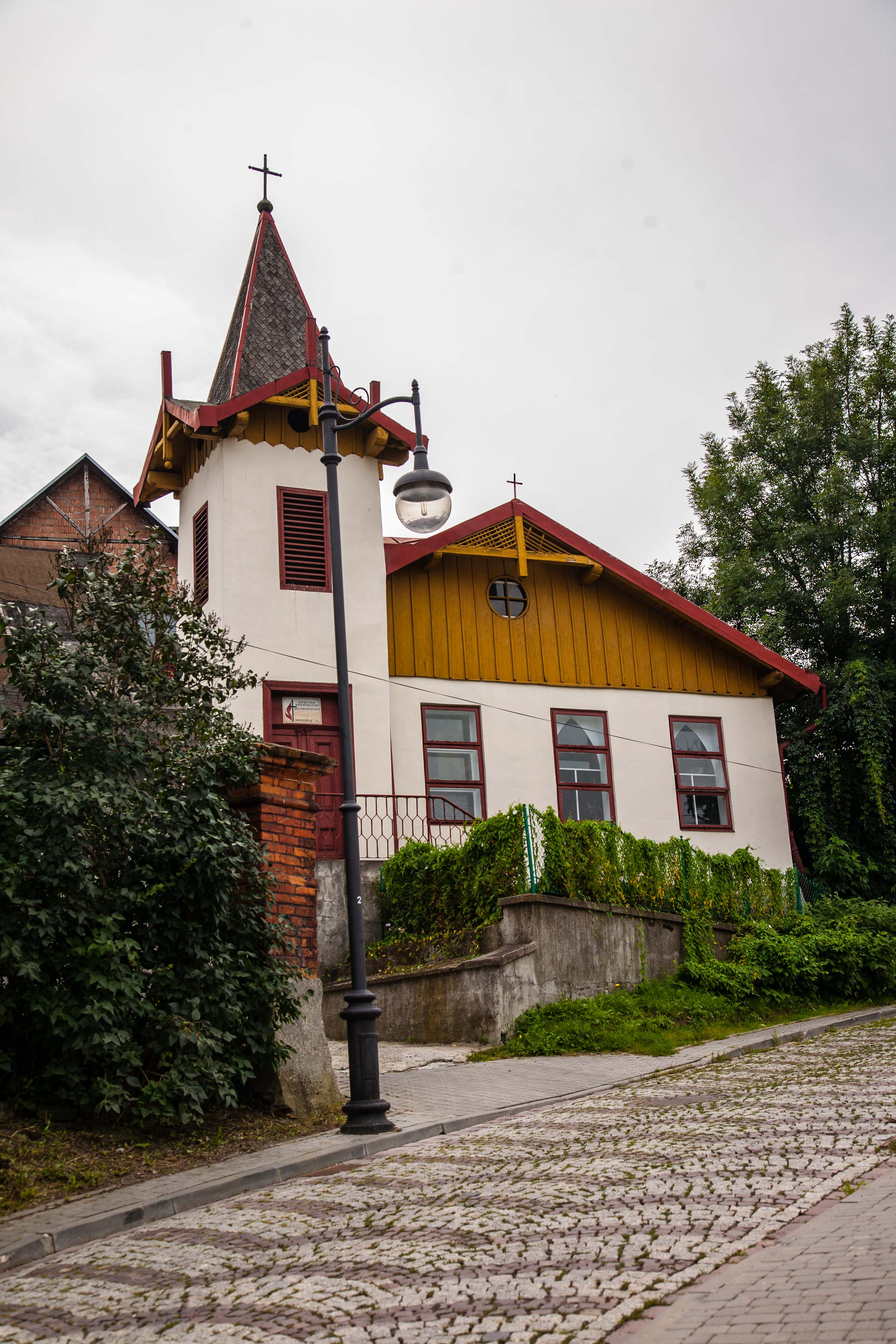
Kościół Ewangelicko-Metodystyczny w Przemyślu

### Katolicyzm
- Kościół rzymskokatolicki:
  - Dekanat Przemyśl I:
    - parafia św. Antoniego Padewskiego[96]
    - parafia św. Marii Magdaleny[96]
    - parafia Najświętszego Serca Pana Jezusa[96]
    - parafia Wniebowzięcia Najświętszej Maryi Panny i św. Jana Chrzciciela[96]
    - rektorat św. Michała Archanioła[96]

  - Dekanat Przemyśl II:
    - parafia Miłosierdzia Bożego[96]
    - parafia Najświętszej Maryi Panny Królowej Polski[96]
    - parafia św. Brata Alberta[96]
    - parafia Świętych Benedykta, Cyryla i Metodego[96]
    - parafia św. Józefa[96]
    - parafia św. Józefa Sebastiana Pelczara[96]
    - parafia św. Stanisława Biskupa[96]
    - parafia Trójcy Przenajświętszej[96]

  - Dekanat Przemyśl III:
    - parafia Najświętszej Maryi Panny Nieustającej Pomocy[96]
    - parafia św. Jana Apostoła[96]
    - parafia św. Jana z Dukli[96]

  - Dekanat Wojsk Lądowych:
    - parafia wojskowa Matki Bożej Królowej Polski[97]
- Kościół greckokatolicki:
  - dekanat przemyski:
    - parafia św. Jana Chrzciciela[98]
    - parafia Matki Bożej Bolesnej

### Prawosławie
- Polski Autokefaliczny Kościół Prawosławny:
  - Parafia Zaśnięcia Najświętszej Maryi Panny w Przemyślu (cywilna) w dekanacie Przemyśl diecezji przemysko-gorlickiej[99]
  - Parafia Narodzenia Najświętszej Maryi Panny w Przemyślu (wojskowa) Prawosławnego Ordynariatu Wojska Polskiego[100]

### Protestantyzm
- Kościół Adwentystów Dnia Siódmego w RP:
  - zbór w Przemyślu[101]
- Kościół Chrześcijan Baptystów:
  - zbór w Przemyślu[102]
- Kościół Ewangelicko-Metodystyczny:
  - Parafia Ewangelicko-Metodystyczna Opatrzności Bożej w Przemyślu[103]
- Kościół Zielonoświątkowy:
  - Zbór „Nazaret”[104]
- Mesjańskie Zbory Boże (Dnia Siódmego):
  - punkt misyjny w Przemyślu podległy zborowi w Żywcu[105]

### Restoracjonizm
- Świadkowie Jehowy[106]:
  - zbór Przemyśl-Wschód[107]
  - zbór Przemyśl-Zachód (w tym grupa języka migowego), Sala Królestwa ul. Armii Krajowej 31[107][108].

Działalność Świadków Jehowy w mieście sięga lat 20. XX w., prowadzili ją wówczas wyznawcy ze Lwowa i jego okolic. Od lat 50. XX w. tutejsi Świadkowie Jehowy utrzymywali konspiracyjne kontakty ze współwyznawcami na Ukrainie, którzy nadzorowali działalność Świadków Jehowy w całym ZSRR. Utrzymywano z nimi stałą korespondencję, a listy przesyłano dzięki kolejarzom jeżdżącym na trasie z Przemyśla do Lwowa. Działalność ta nosiła kryptonim Erika.
- Świecki Ruch Misyjny „Epifania”:
  - zbór Przemyśl, ul. Smolki 6/3[110]

## Współpraca międzynarodowa

### Miasta i gminy partnerskie
- Paderborn, Niemcy (1993)
- okręg South Kesteven, Wielka Brytania (1993)
- Lwów, Ukraina (1995)
- Kamieniec Podolski, Ukraina (1997)
- Eger, Węgry (2003)
- Truskawiec, Ukraina (2004)
- Mościska, Ukraina (2008)
- Humenné, Słowacja (2010)
- Chivasso, Włochy (2017)

## Osoby związane z Przemyślem

### Stowarzyszenia i organizacje pozarządowe
- Przemyskie Stowarzyszenie Rekonstrukcji Historycznej „X D.O.K.”
- Przemyskie Stowarzyszenie Przyjaciół Dobrego Wojaka Szwejka
- Przemyskie Stowarzyszenie Opieki i Rewitalizacji Linii Mołotowa-Projekt 8813
- Stowarzyszenie Pamięci Polskich Termopil i Kresów w Przemyślu[111]
- Stowarzyszenie „Kudłate serce”
- Katolickie Stowarzyszenie „Unum”
- Katolickie Stowarzyszenie „Civitas Christiana”[112]